# Cuisine antillaise française
La cuisine antillaise française est une variante de la cuisine des Caraïbes. Ses deux sous-cuisines sont la cuisine martiniquaise et la cuisine guadeloupéenne. 
Elle mélange les produits et traditions culinaires créoles de tous les peuples qui ont fait escale aux Antilles françaises. Des grillades épicées des Indiens caraïbes en passant par le calalou africain, la brandade de morue française ou le colombo indien, c'est toute une large palette gastronomique qui compose cette cuisine dont l’art culinaire reflète la manière d'être et de vivre d'un peuple, mais aussi son histoire.
Principalement à base de produits de la mer, les plats antillais ont pour point commun d'utiliser souvent de la viande et du poisson macérés dans un assaisonnement (souvent à base de piments antillais) pour en améliorer le goût. On peut également noter l'utilisation abondante de la farine de manioc.
En Guadeloupe, la cuisine créole est célébrée tous les ans, au mois d’août, lors de la grande fête des cuisinières.

## Apéritif
- Rhums
- Rhum arrangé

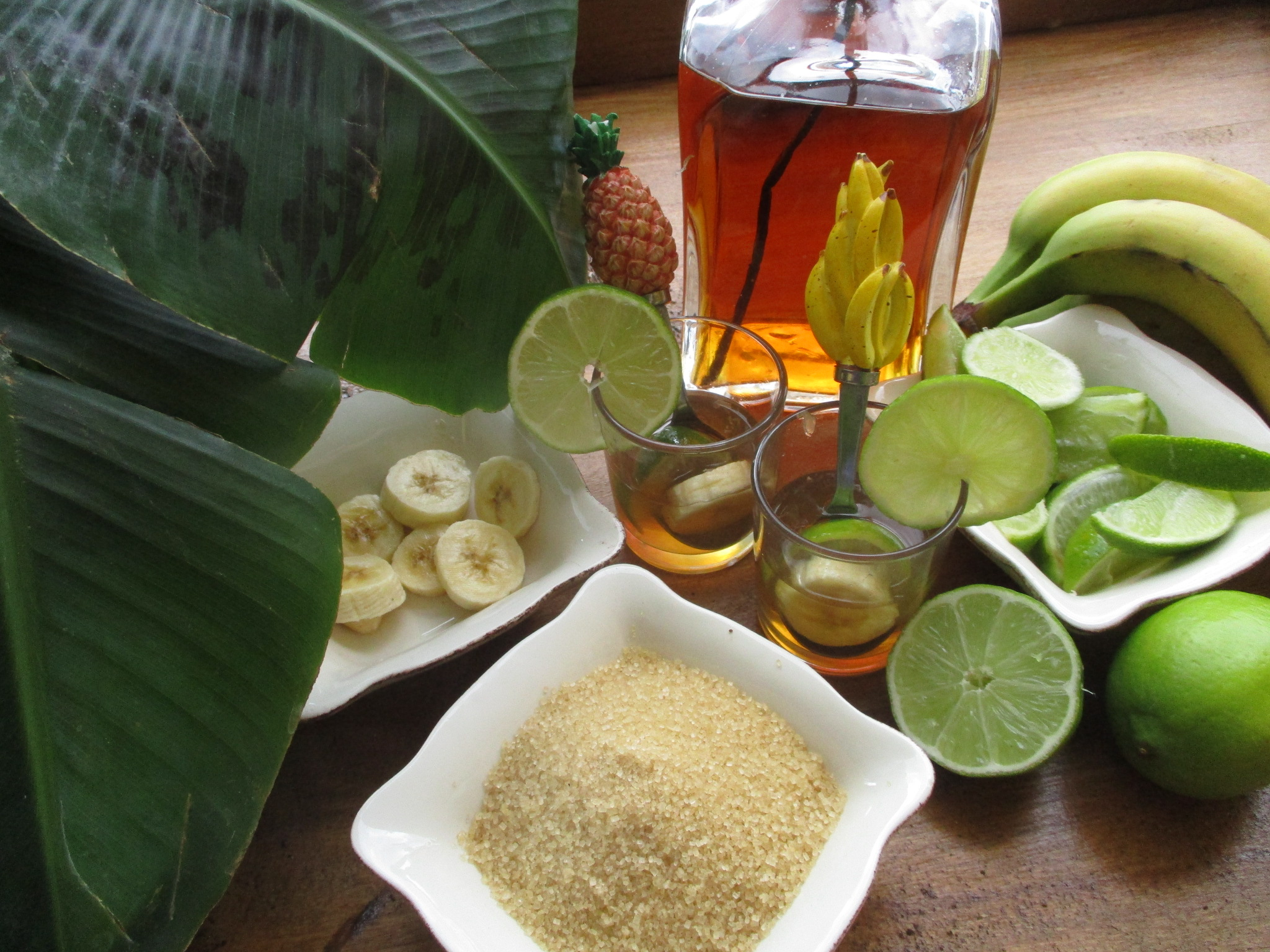
Punch
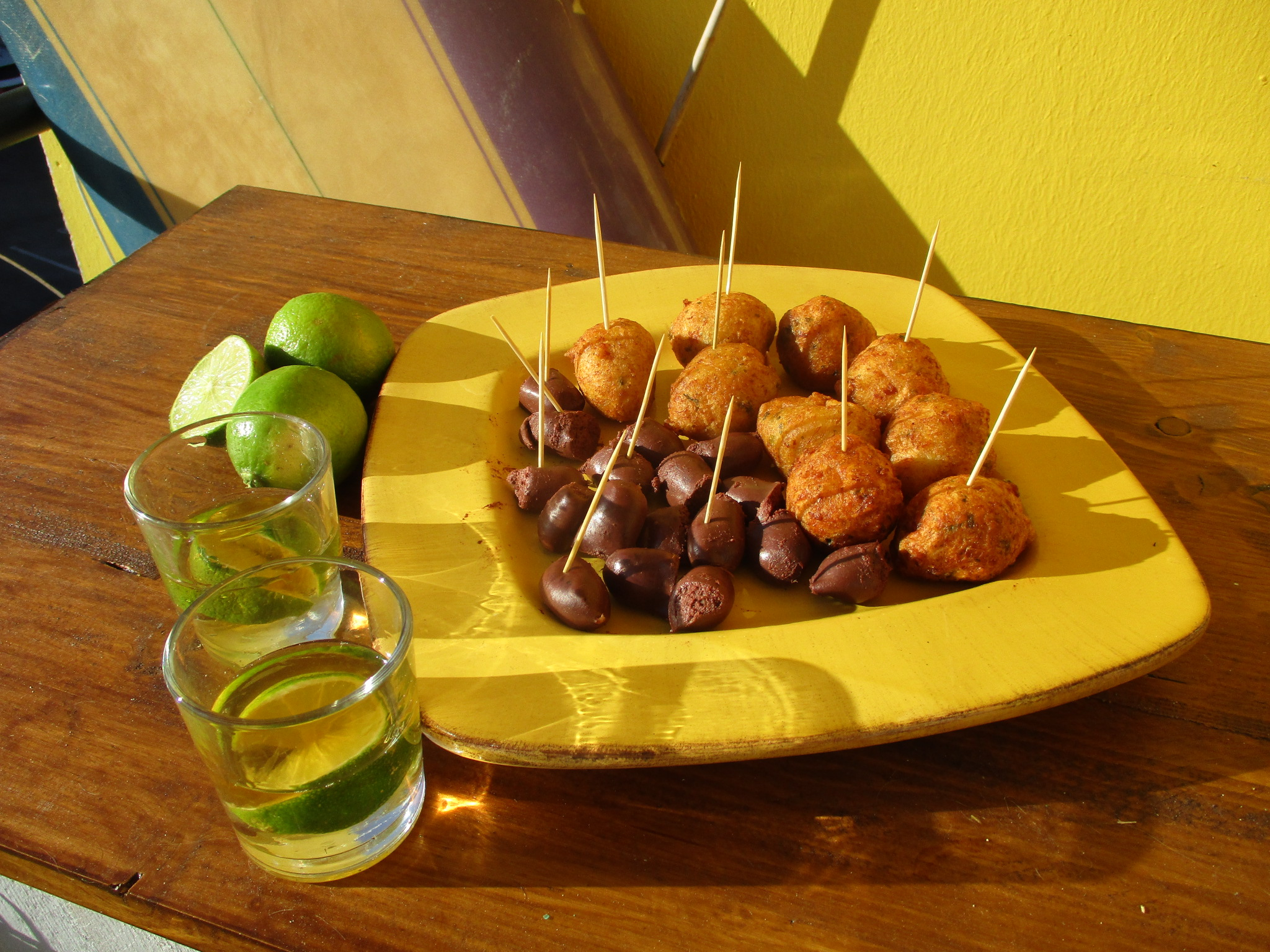
Ti-punch, acras de morue, et boudin créole
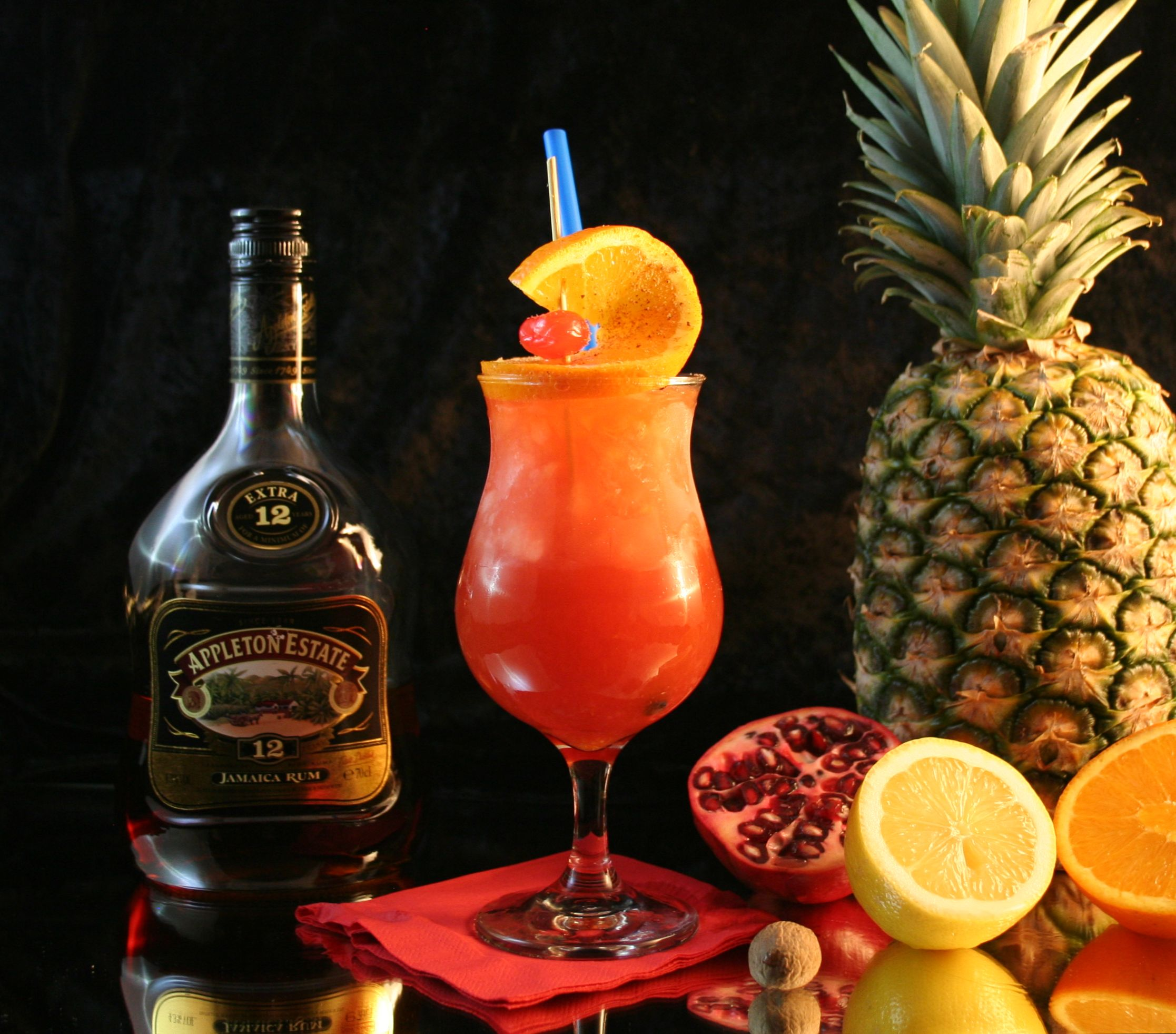
Ti-punch
- Punch planteur
- Acras de morue
- Boudin créole

- Ti-punch
- Ti-punch, acras de morue, et boudin créole
- Punch planteur

## Entrées

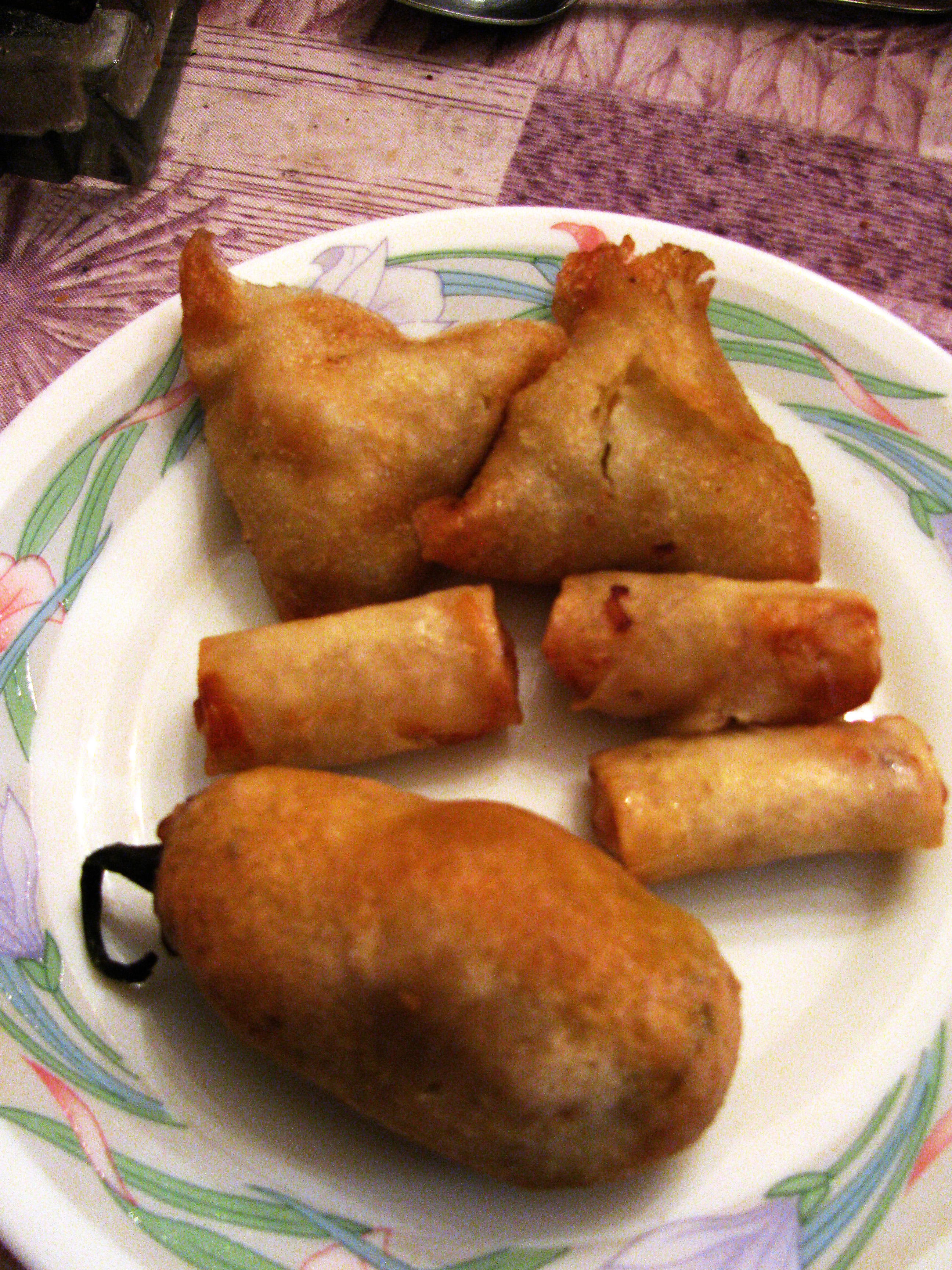
Beignets créole de piment vert, de crevettes et samossas aux légumes).

- Avocat au naturel
- Avocat au crabe
- Bébélé
- Boudin créole
- Chiquetaille de morue
- Crabe aux avocats en carapace
- Crabe farci
- Féroce d'avocat
- Gombo en sauce
- Salade créole
- Salade de christophines
- Salade de concombre et d'avocat

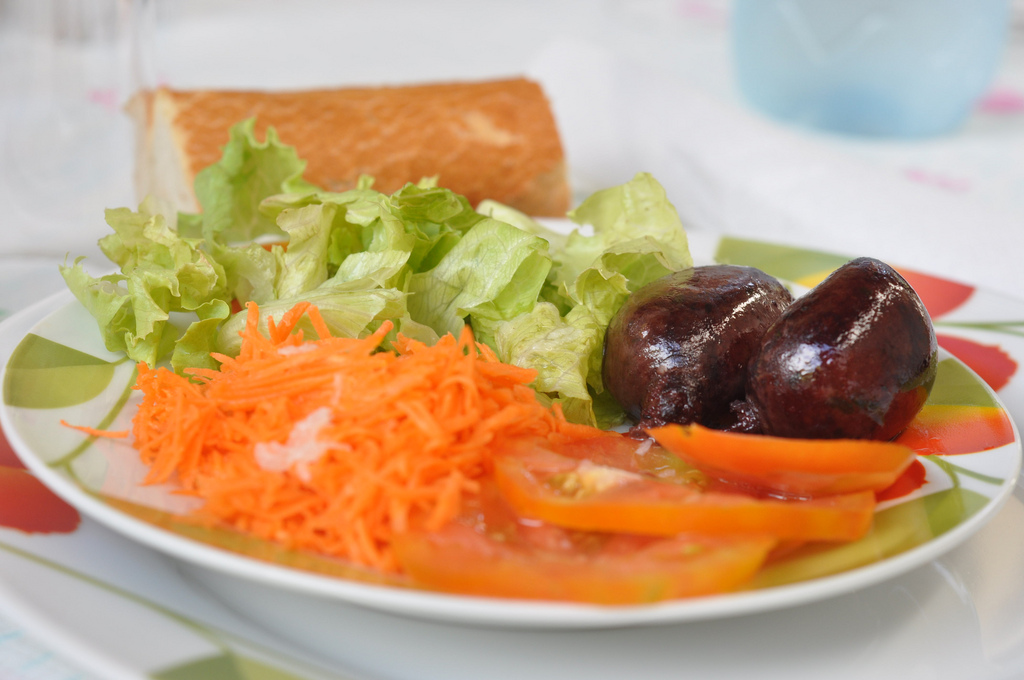
Boudin créole et crudités.
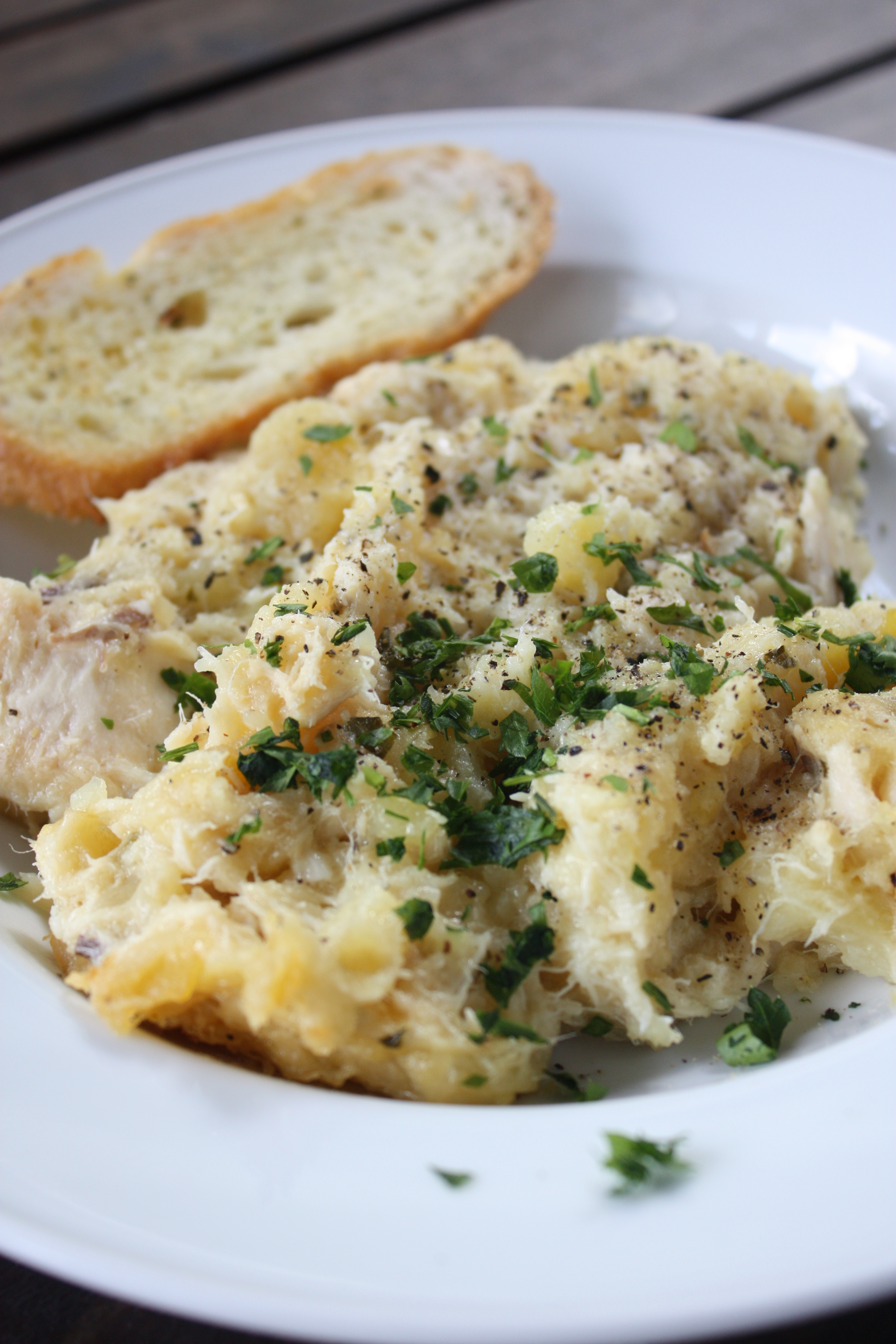
Chiquetaille de morue.
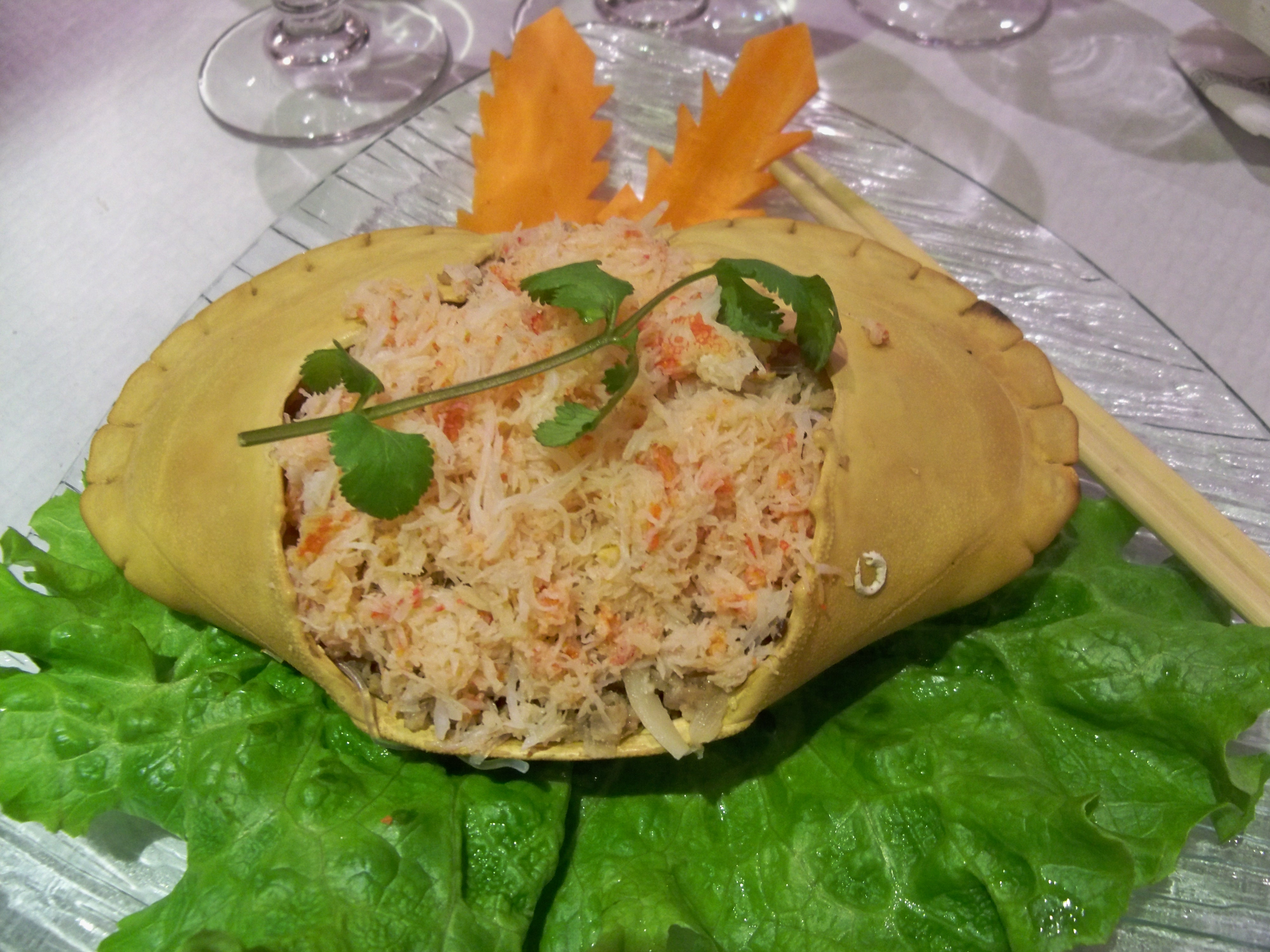
Crabe farci.

## Mise en bouche

### Acras de morue
Les accras, appelés également « marinades » aux Antilles, dénomination désormais peu usitée pour éviter la confusion avec la marinade de la cuisine française, sont d'origine africaine. Dans la langue éwé, parlée au Dahomey, ce mot signifie « beignet de légumes ». Initialement et jusque dans les années 1960, les accras de morue étaient désignés sous le nom de lozi, qui signifiait « œil de caïman » en éwé.

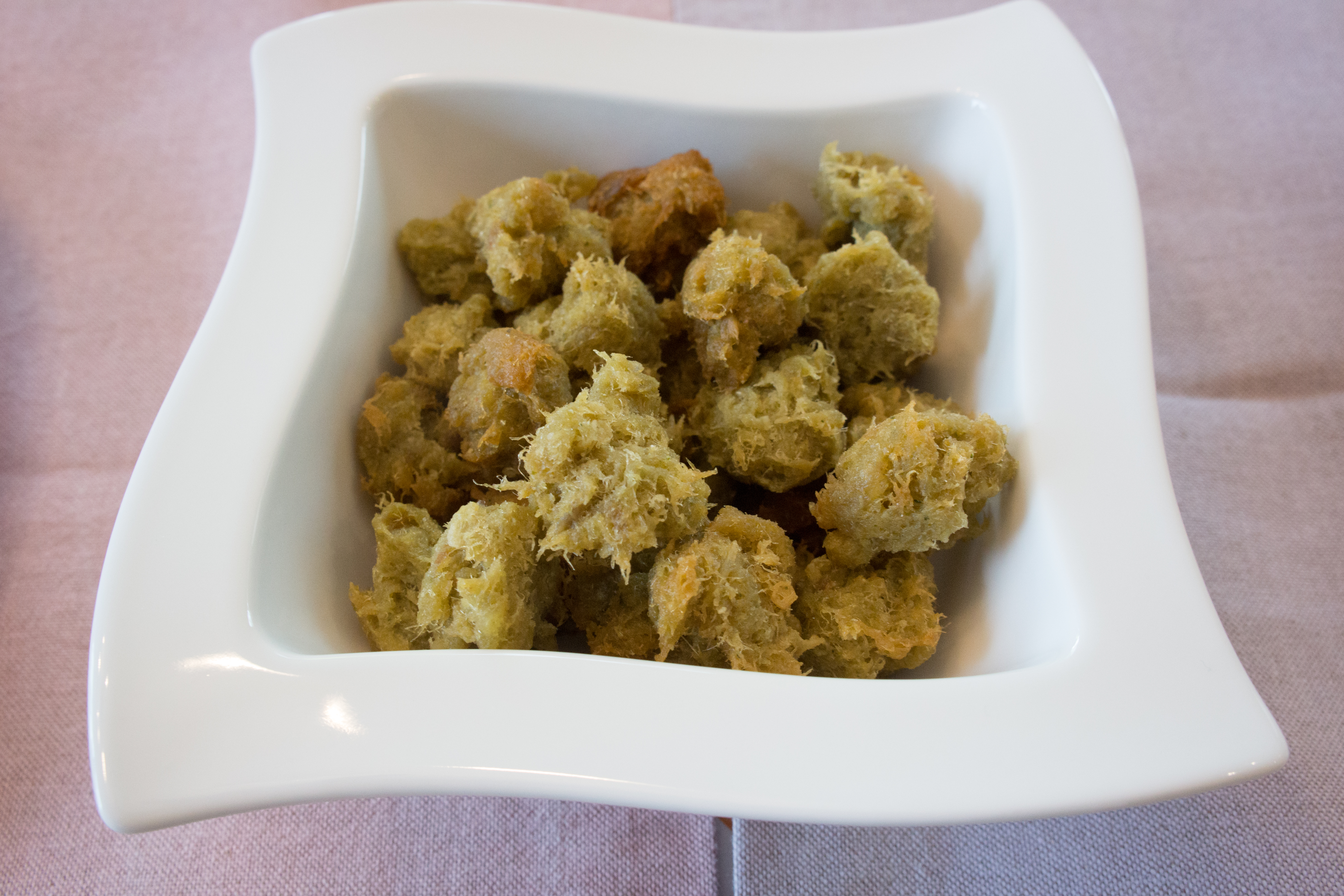
Acras de morue.
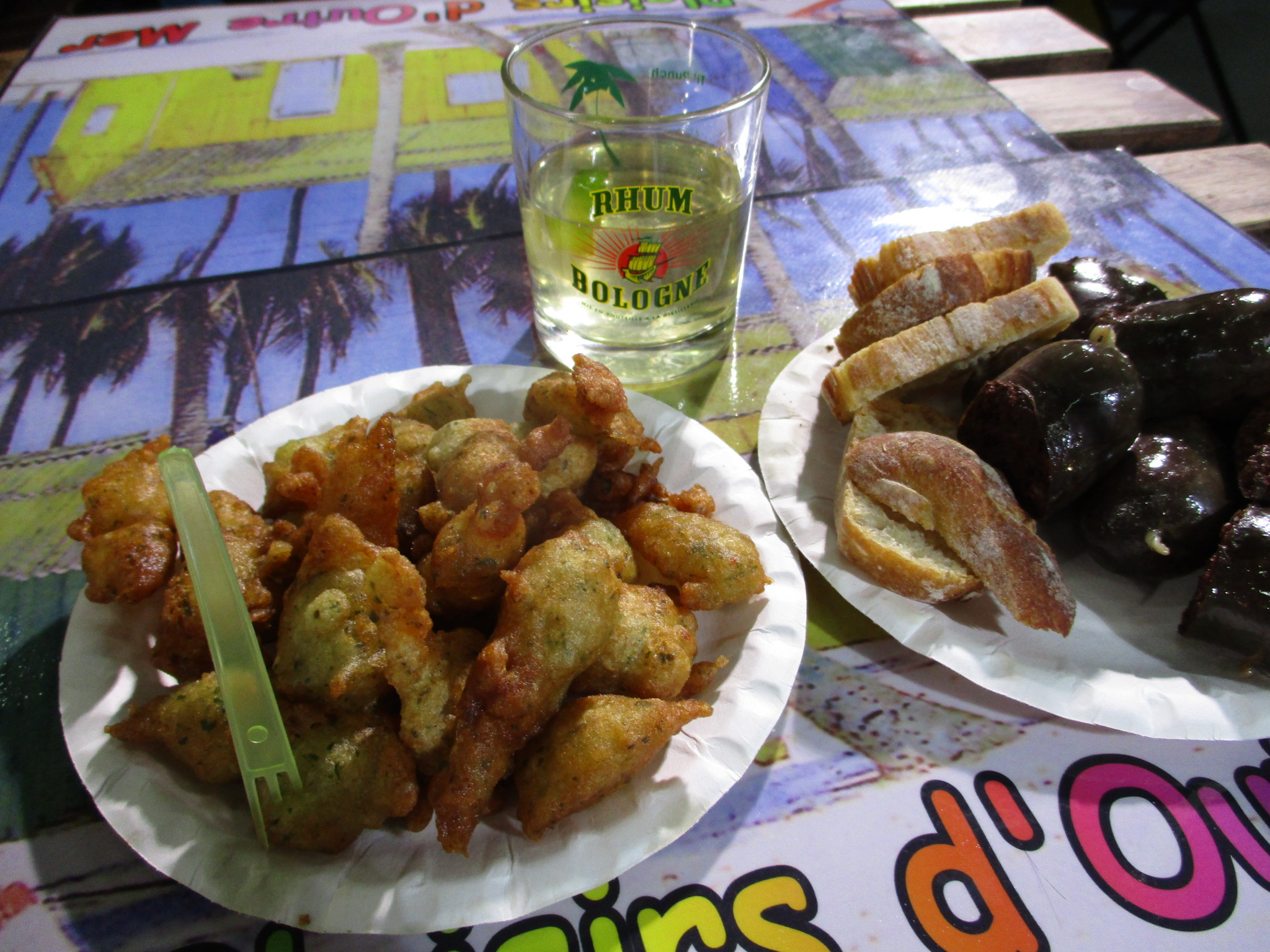
Accras et ti-punch
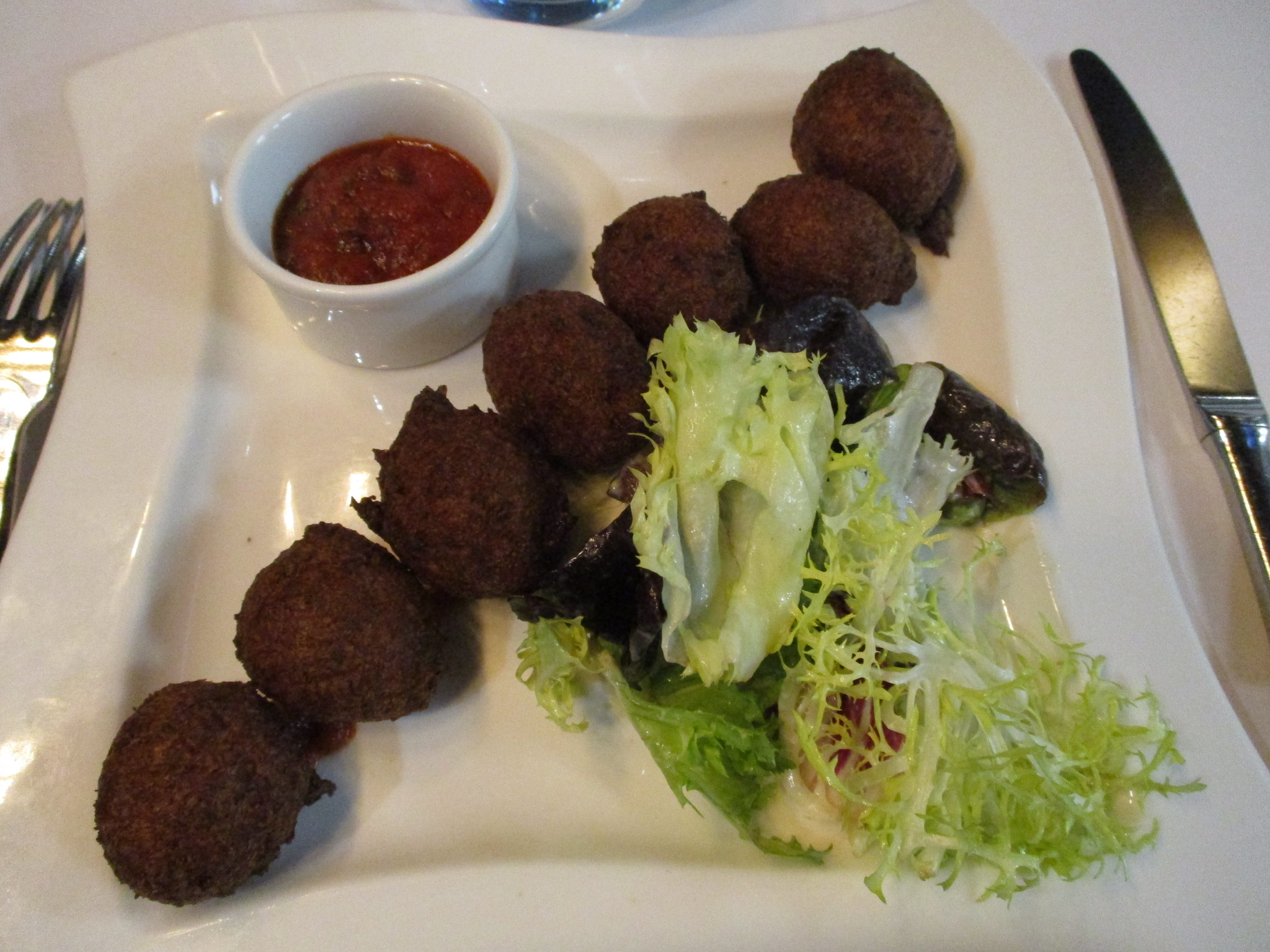
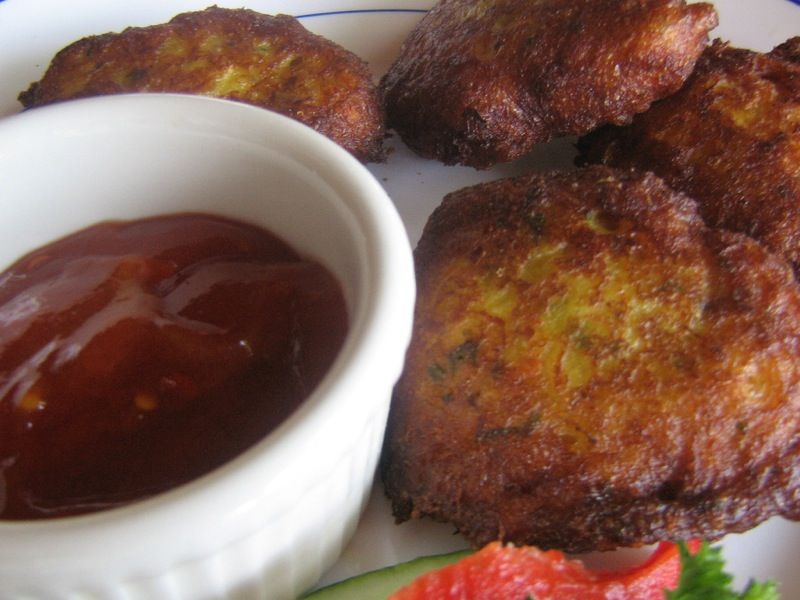
Accras et sauce chili.

Ces accras se présentent sous la forme de petits beignets. Ils sont généralement servis comme mise en bouche, lors des apéritifs ou en entrée. Ils sont appréciés pour leur légèreté, leur moelleux et leur croustillant. À ce titre, les accras de morue font partie de la gastronomie antillaise. Ce mets peut être préparé avec d'autres poissons ou des crevettes ainsi qu'avec des légumes.
Actuellement, les accras se sont diversifiés puisqu'on en fait à la langouste, aux oursins, aux crevettes, au thon, aux chaubettes (coquillages), aux titiri. Dans les familles catholiques pratiquantes, le Vendredi saint, jour de jeûne, sont consommés des accras aux légumes, au giraumon (sorte de potiron), à la carotte, au malanga, aussi appelé chou caraïbe.

## Plats principaux

### Poissons et fruits de mer

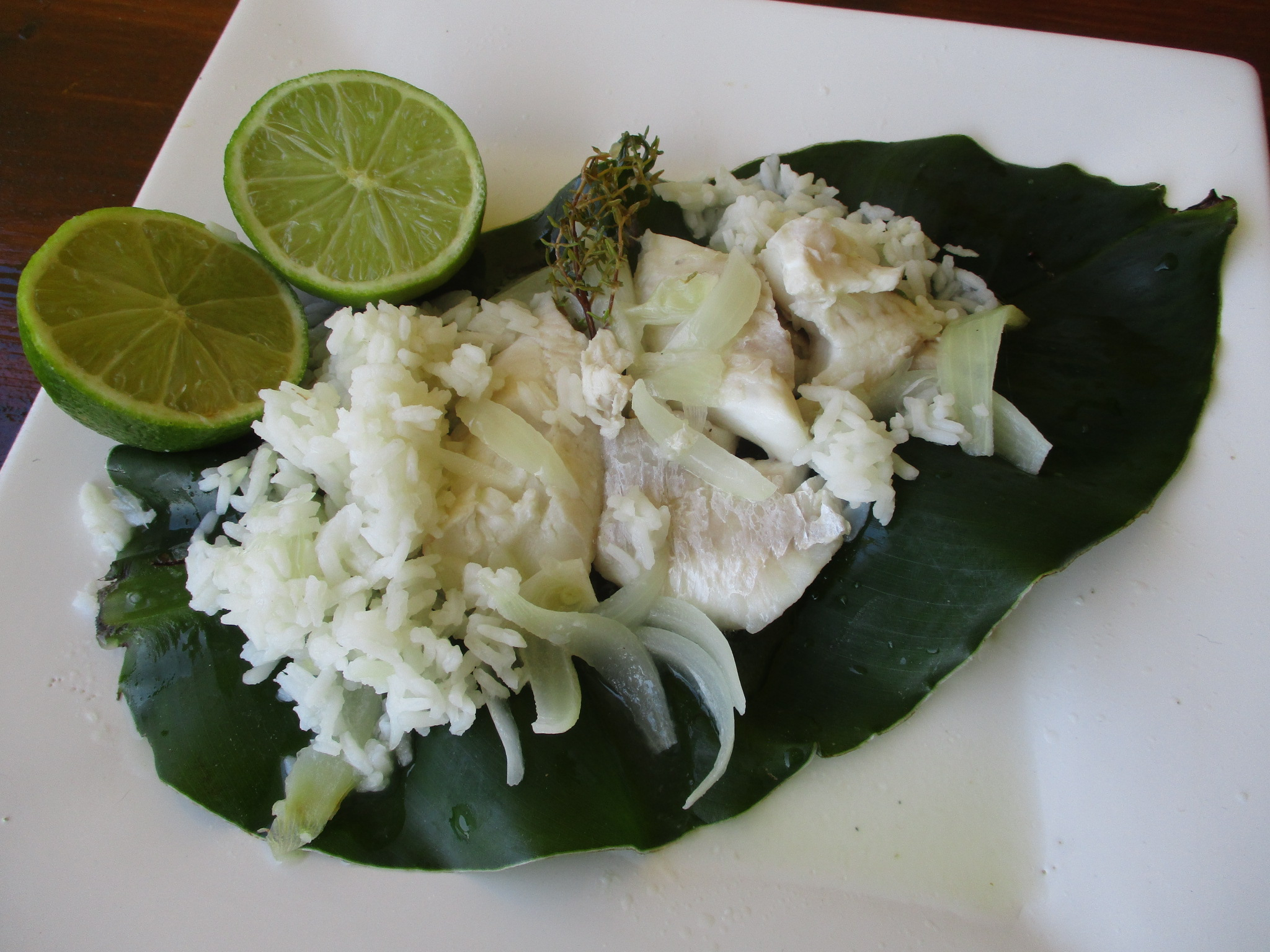
Blaff de poissons
- Boucané
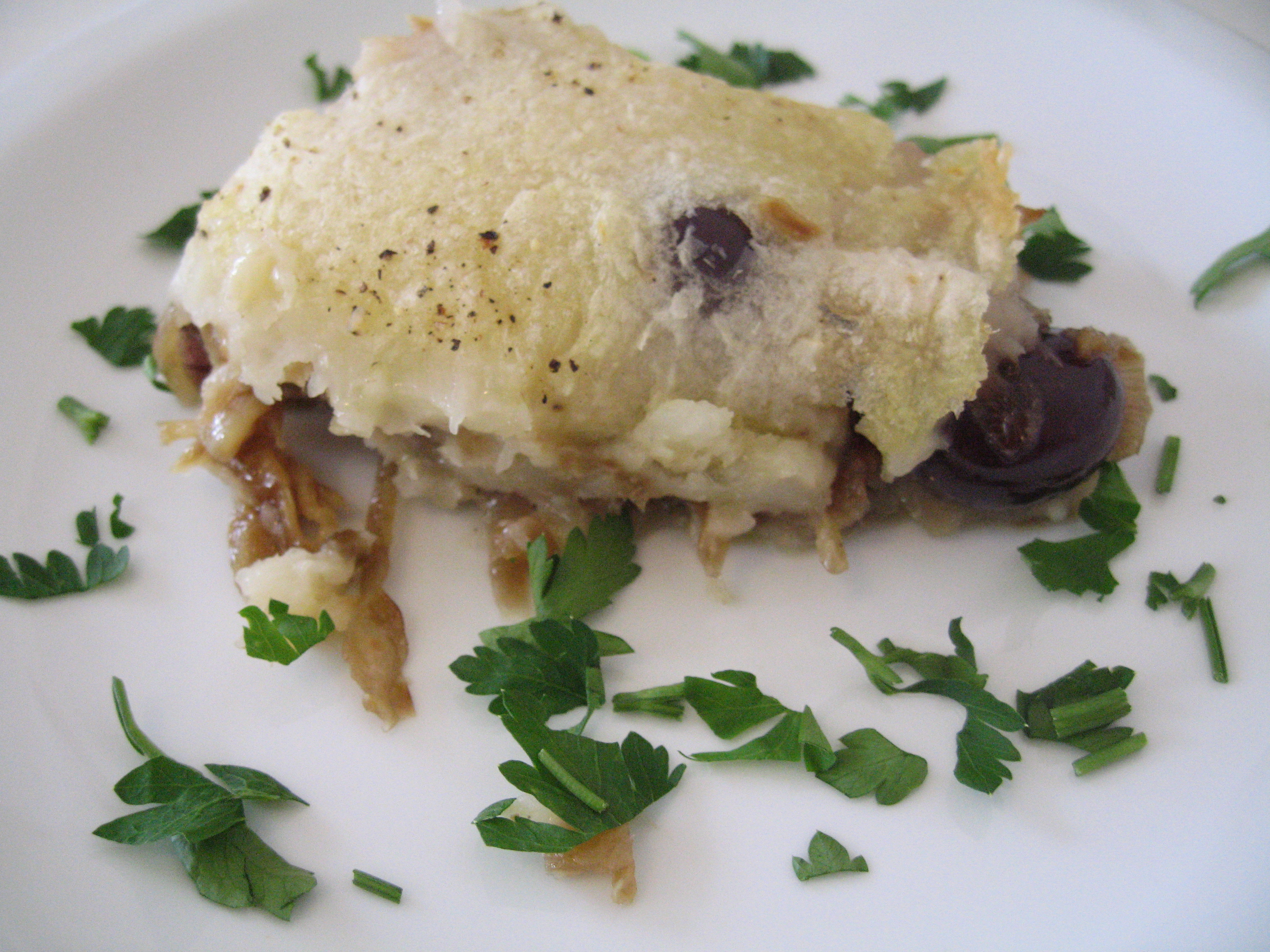
Court-bouillon de poissons à la créole
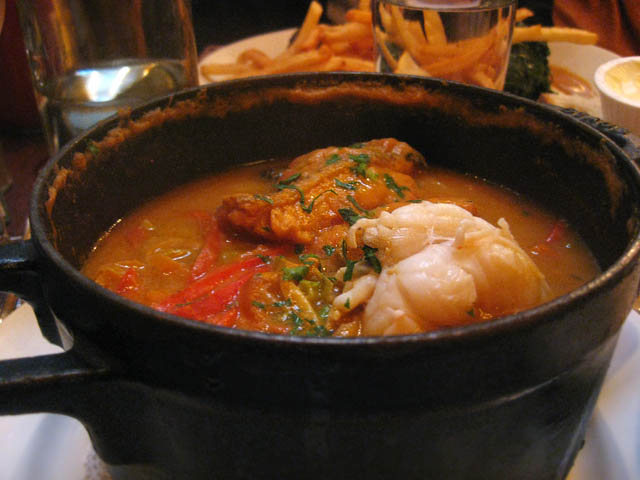
Court-bouillon de poissons à la créole.
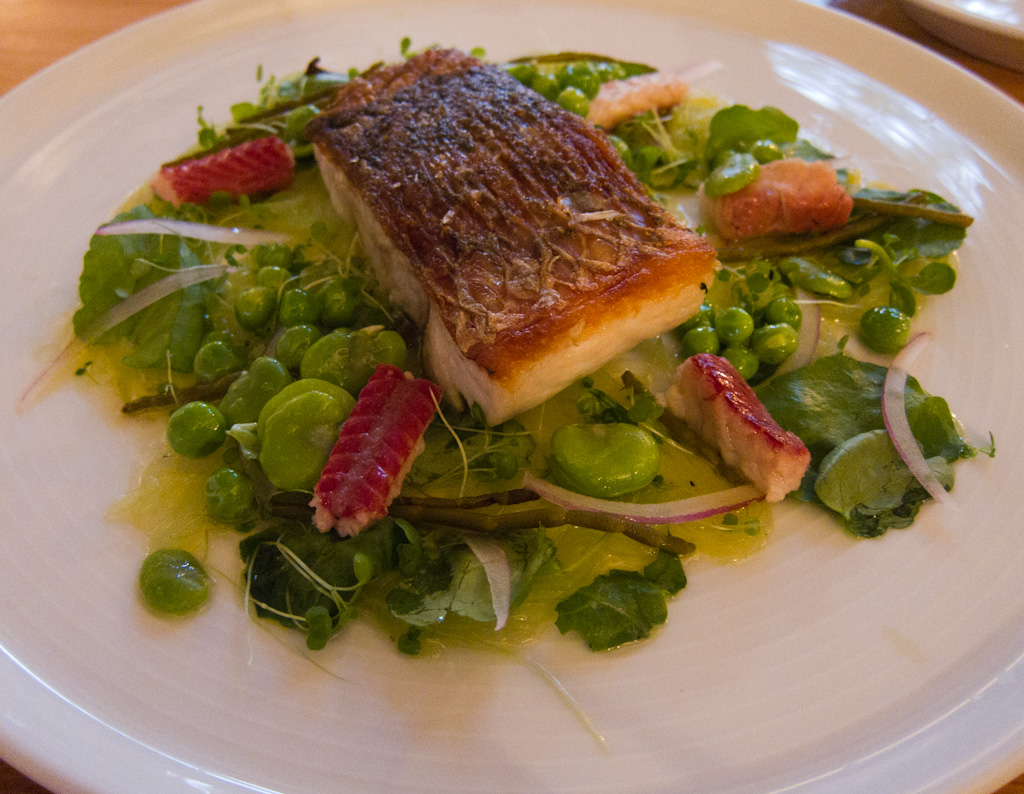
Poisson boucané.
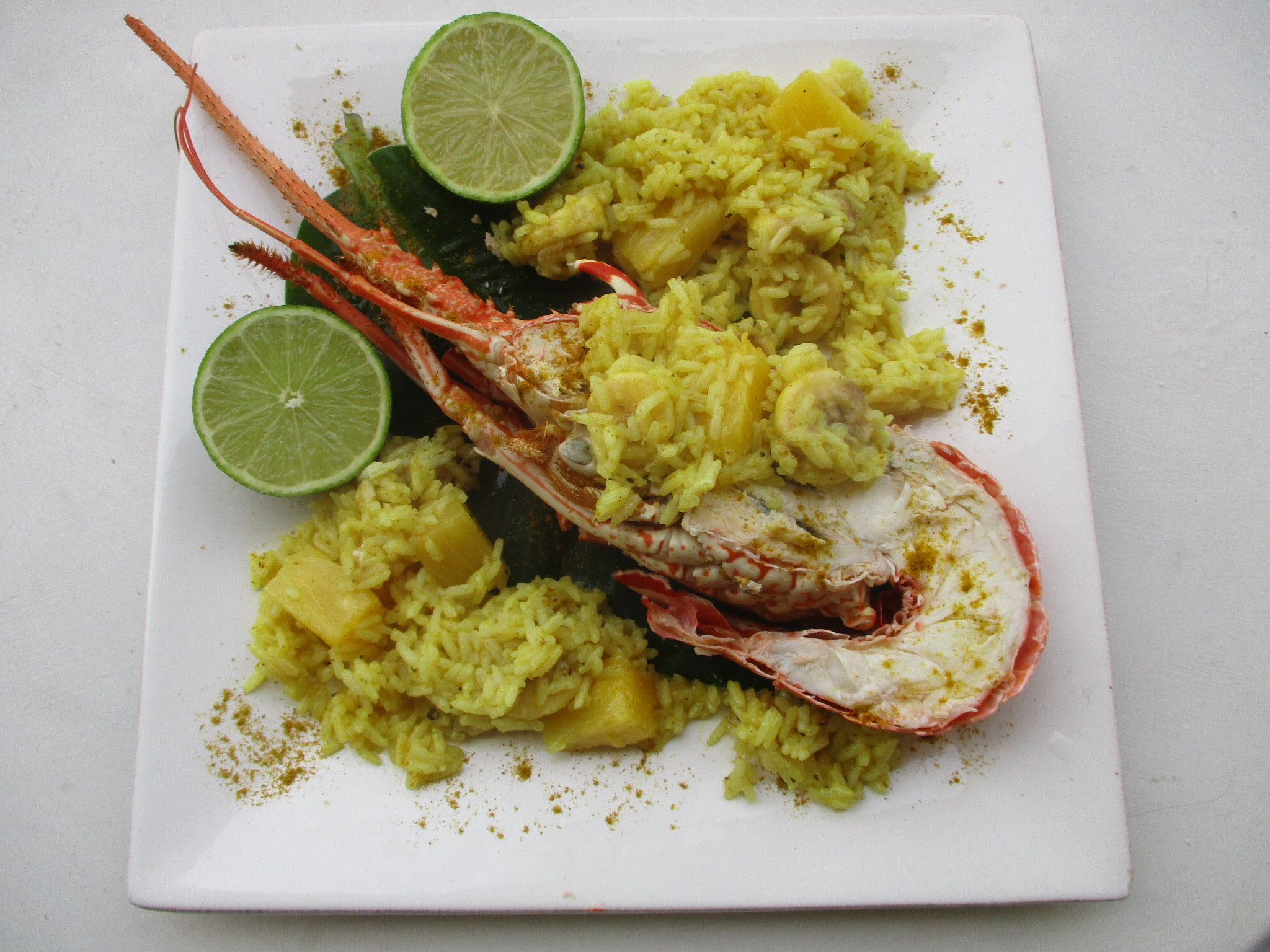
Curry antillais aux bananes et langouste.

- Dombrés
- Brandade de morue
- Fricassée de chatou
- Fricassée de lambis
- Matété de crabe

- Blaff de poissons
- Assiette de brandade créole.
- Court-bouillon de poissons à la créole.
- Poisson boucané.
- Curry antillais aux bananes et langouste.

### Soupes veloutés
- Soupe de poisson
- Soupe à congo
- Soupe de palourdes
- Bisque de ouassous
- Bisque de touloulous
- Soupe de pied de veau

### Viandes et volailles
- Boucané
- Fricassée de coq

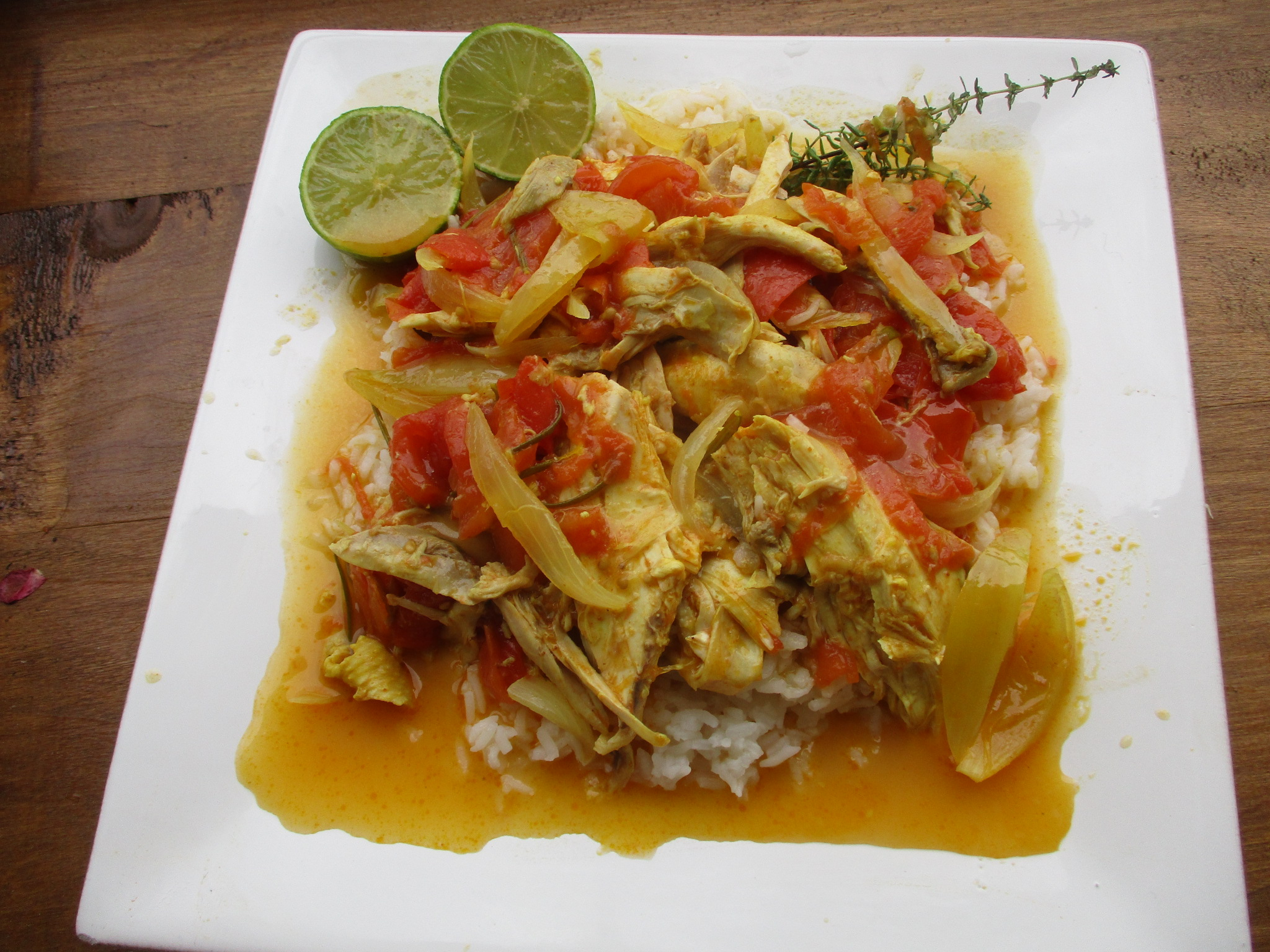
Poulet au citron
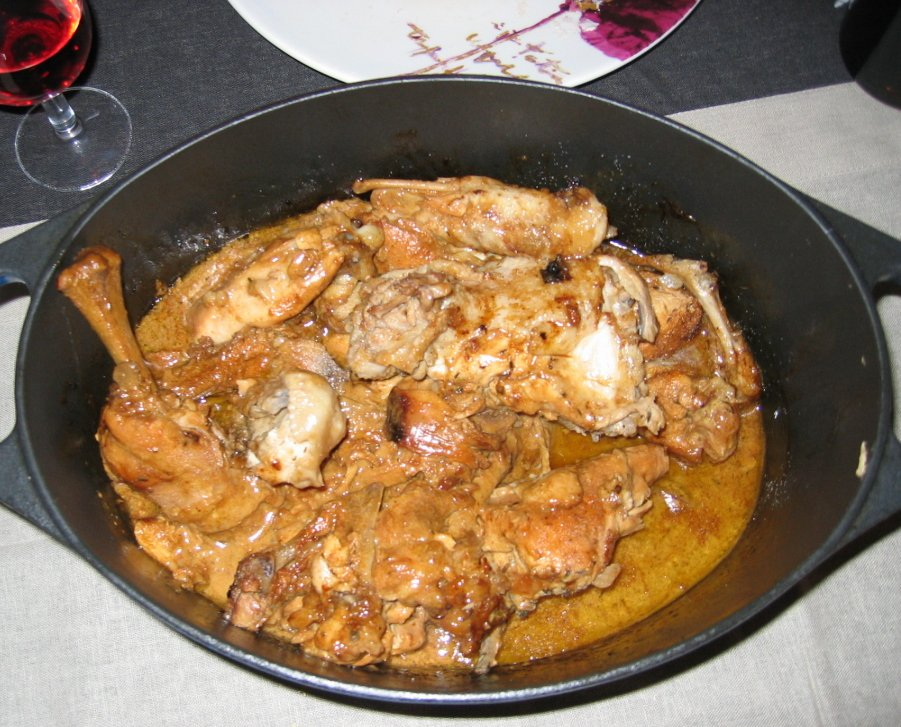
Poulet antillais au lait de coco.
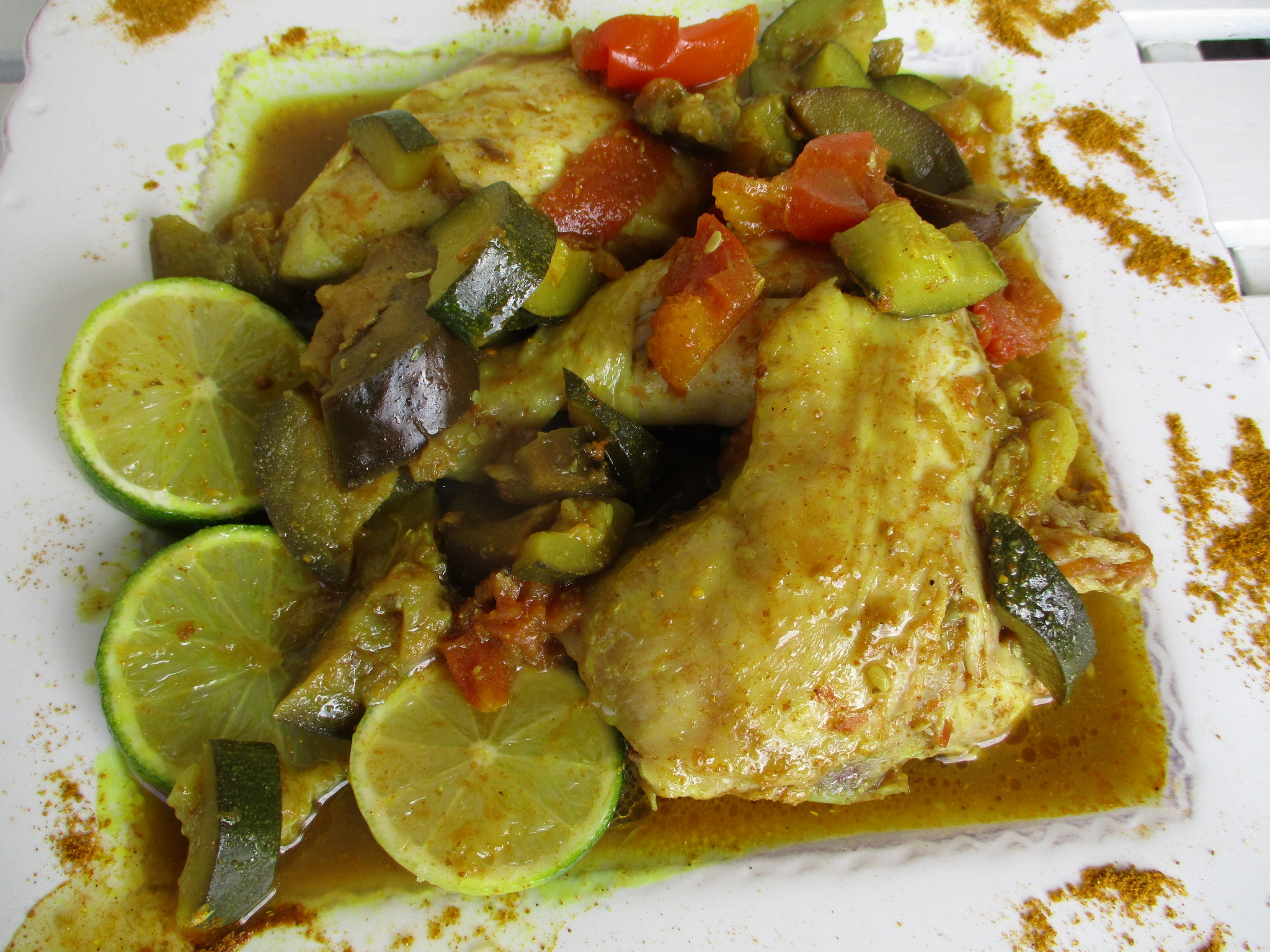
Colombo de poulet

- Poulet antillais
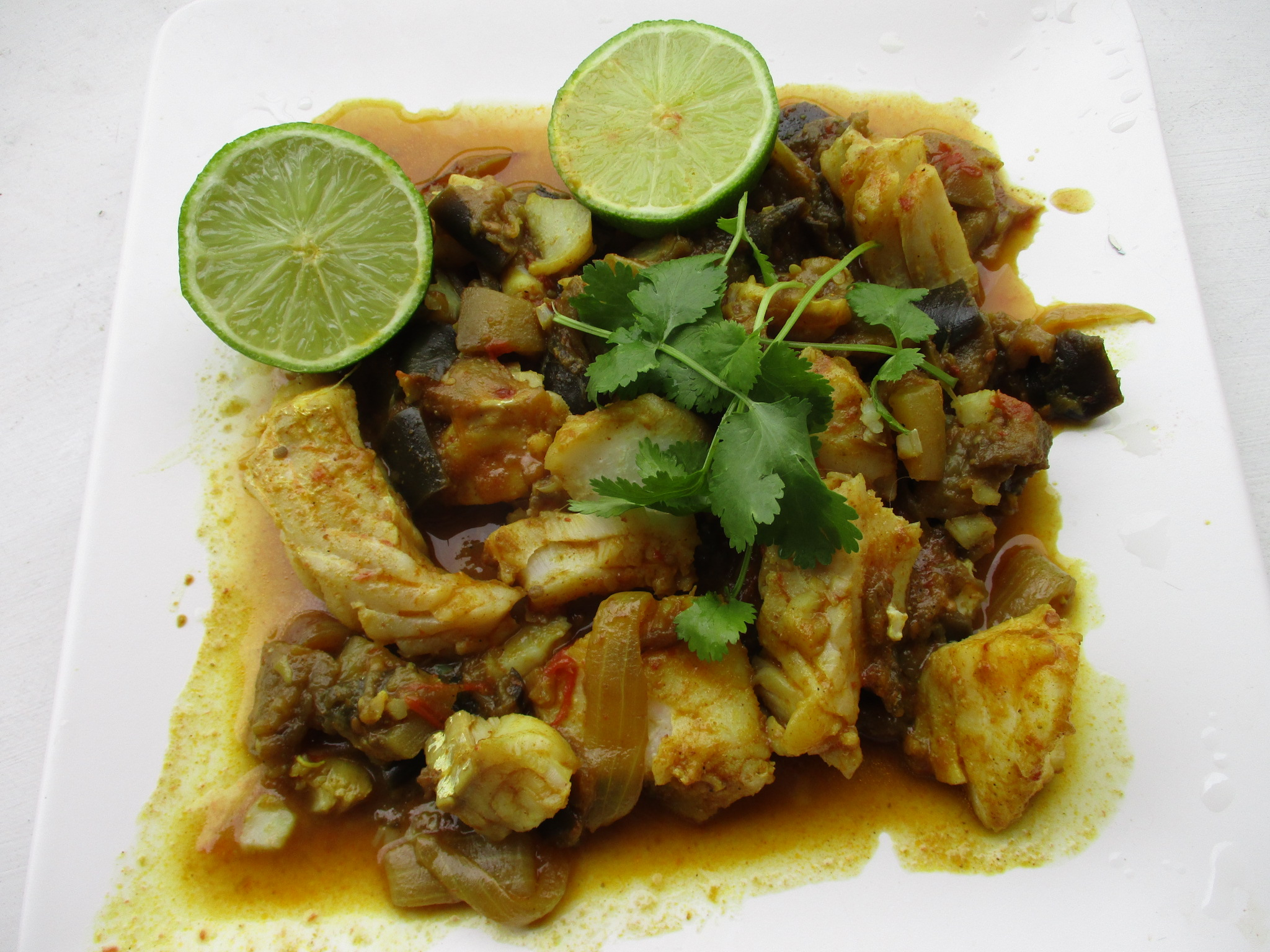
Colombos (cabri, porc, poulet, poisson, etc.)
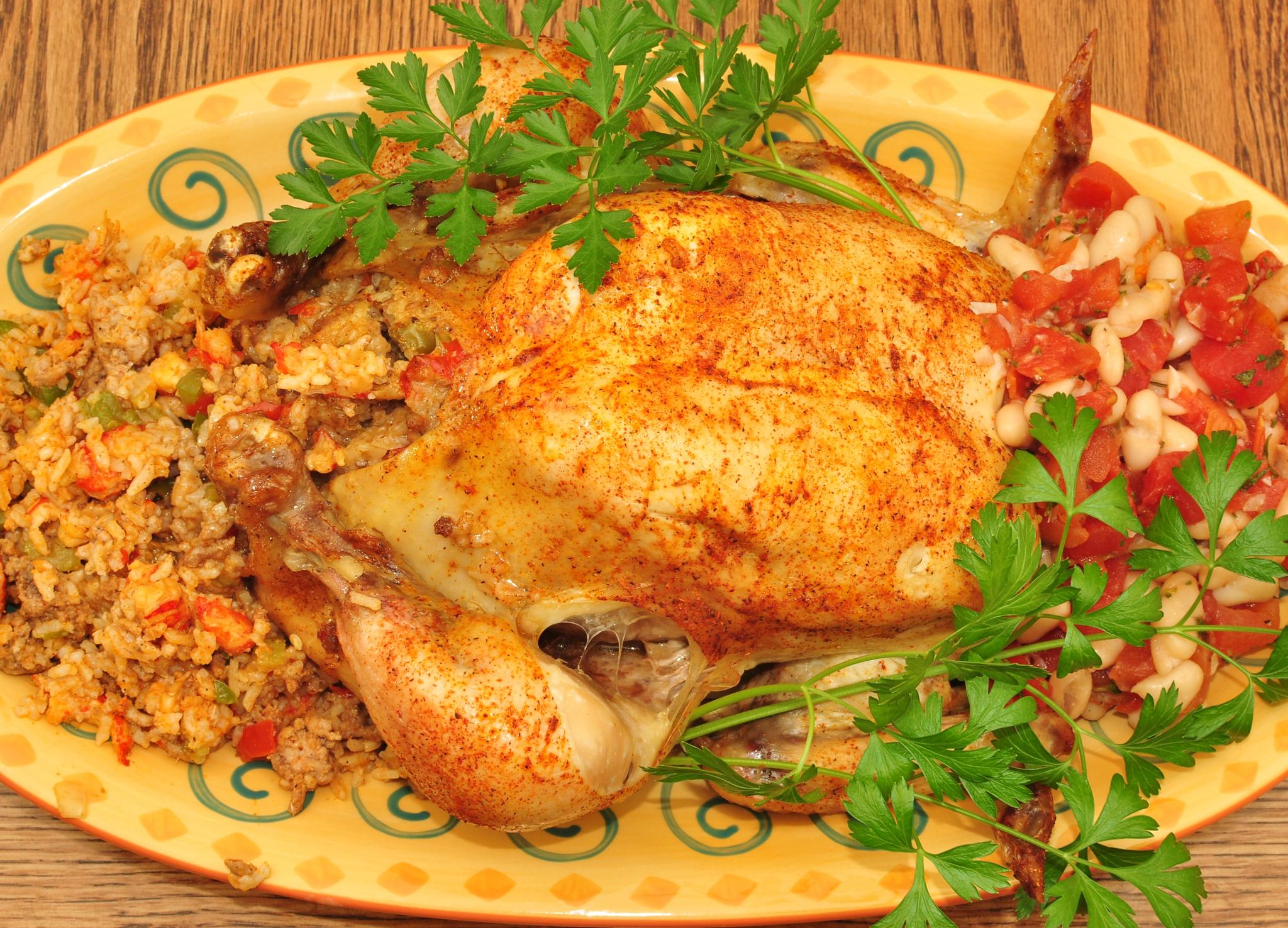
Poulet antillais au riz à la créole.

- Curry antillais aux bananes

- Poulet antillais
- Poulet antillais au lait de coco.
- Colombo de poulet
- Colombos de poisson
- Poulet antillais au riz à la créole.

### Légumes et accompagnements
- Aubergines farcies
- Calalou
- Christophines farcies
- Curry antillais aux bananes
- Gratin de bananes
- Gratin de christophines
- Légumes-pays au naturel
- Pois d'Angole consommés
- Racine madère
- Riz blanc
- Riz pilaf
- Riz à la créole
- Riz et pois d'Angole

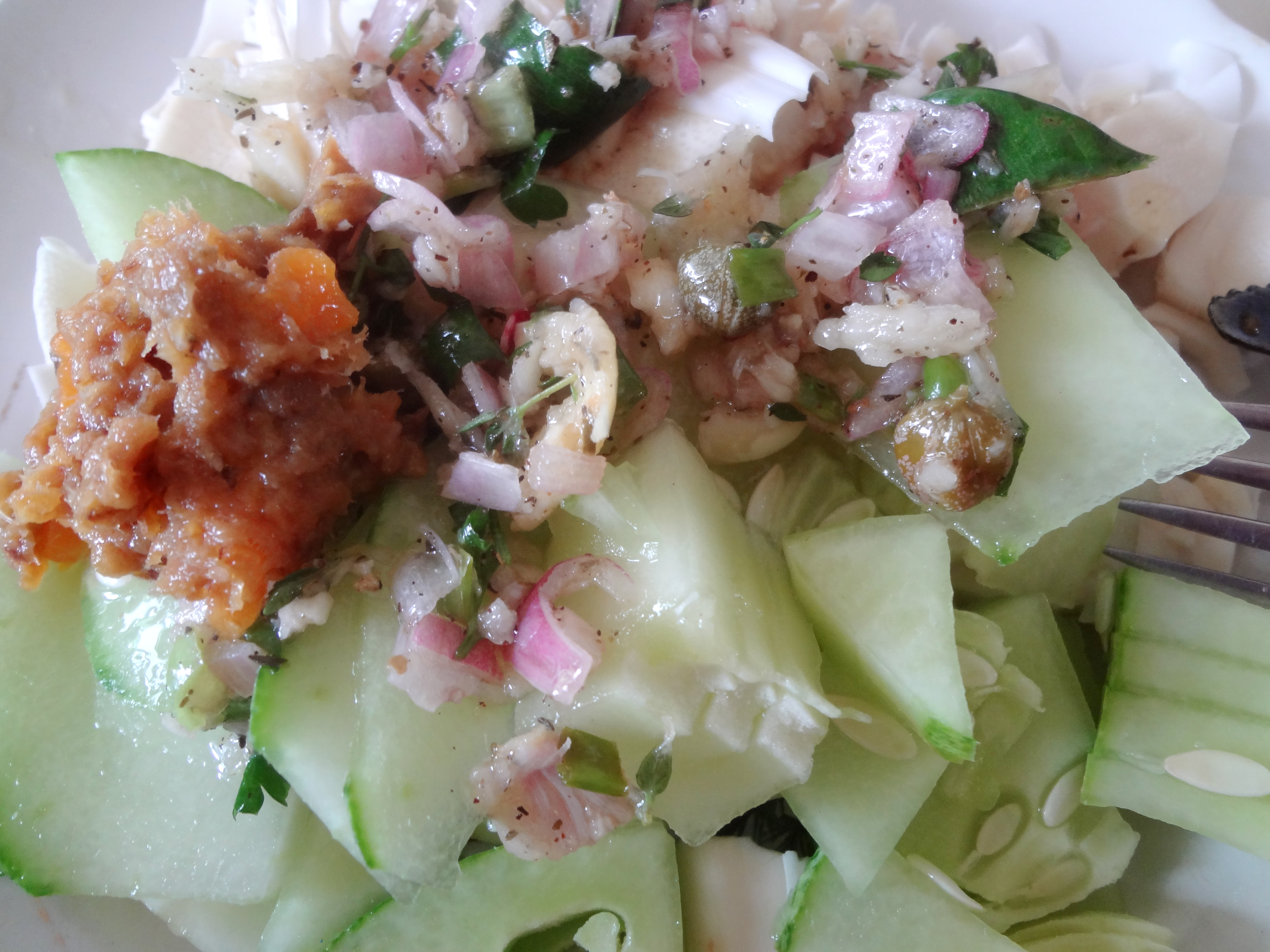
Salade créole et sauce chien.
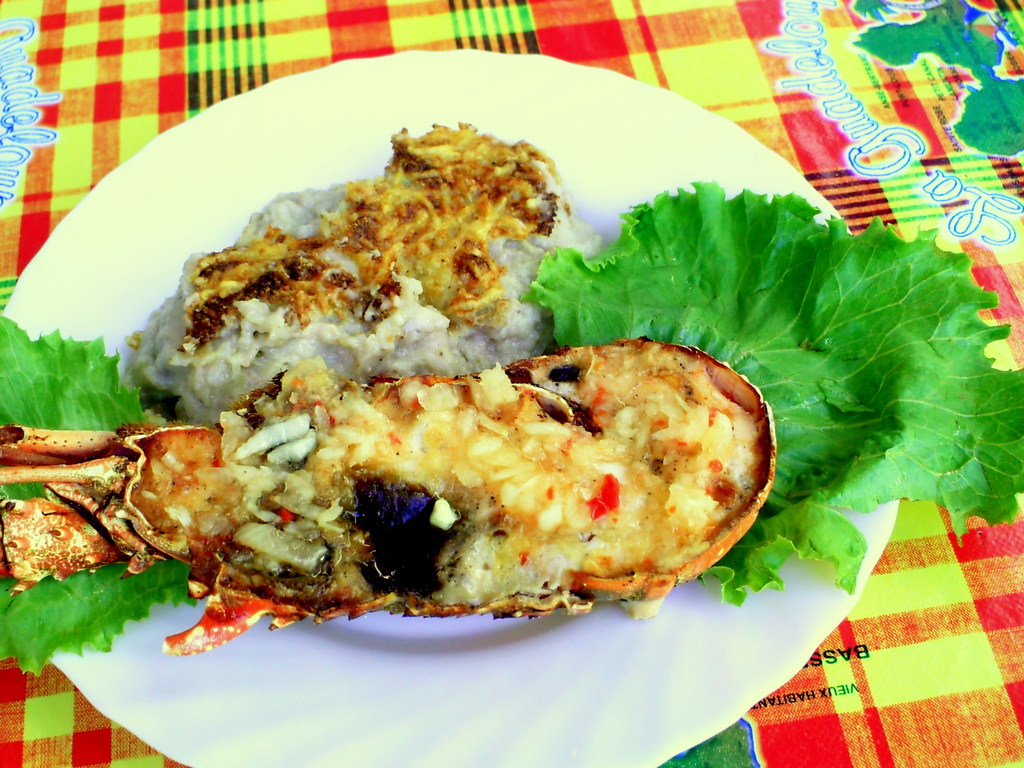
Gratin de bananes et langouste.
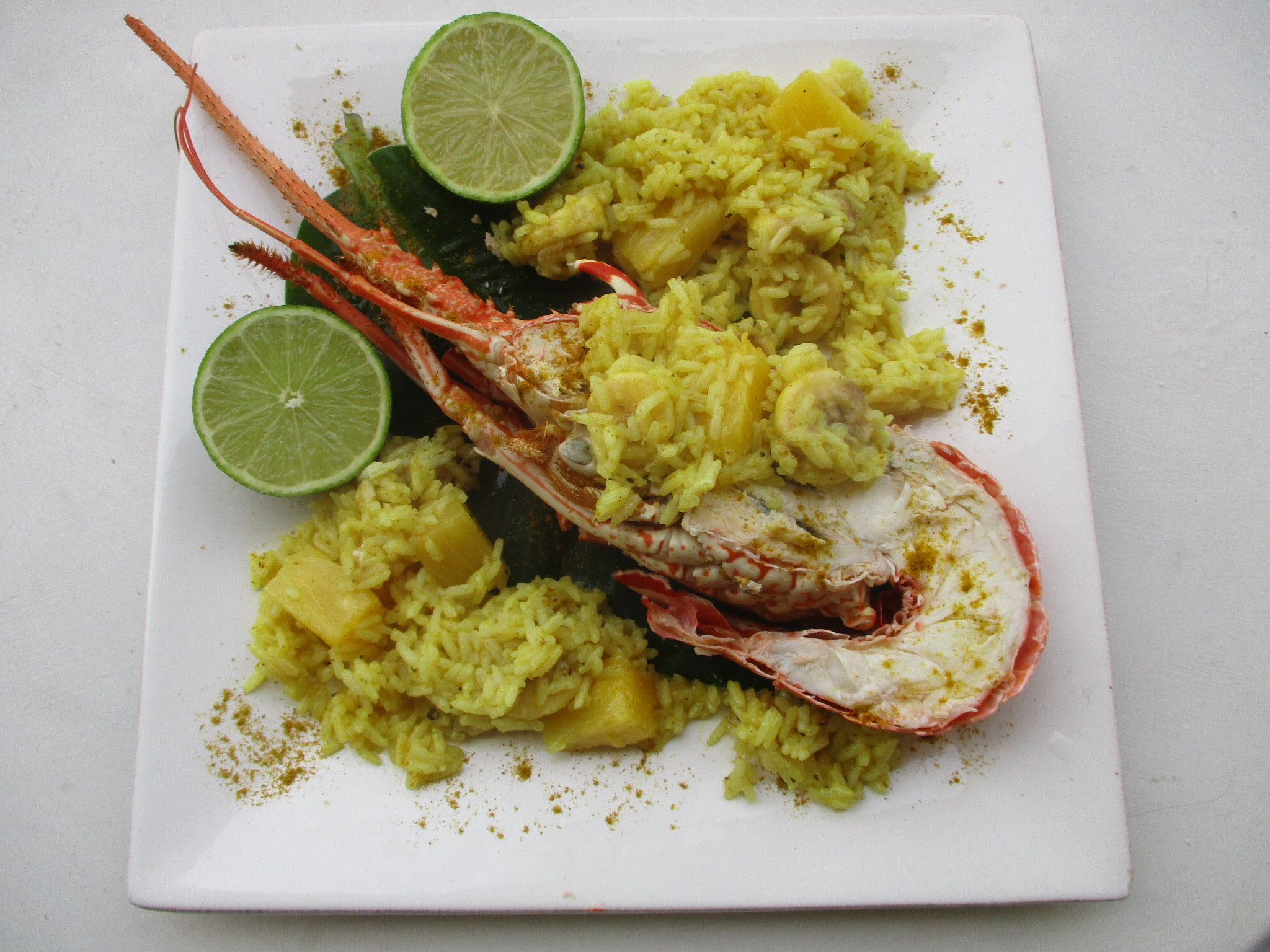
Curry antillais aux bananes et langouste.

### Épices sauces
- Curry antillais.
- Colombo.
- Sauce chien.

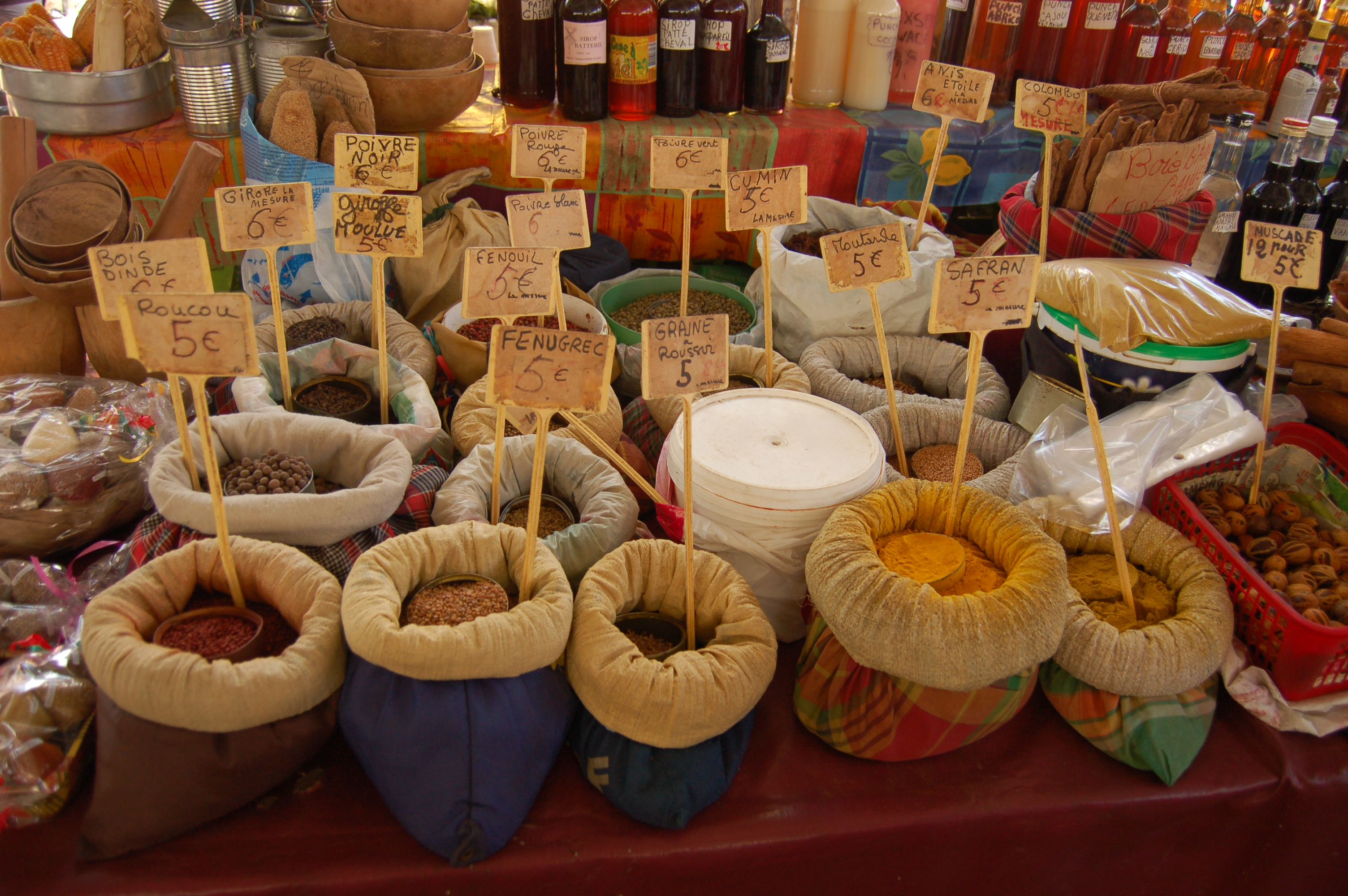
Épices antillaises du marché central de Pointe-à-Pitre de Guadeloupe.

- Sauces pimentées (à base de piments antillais ou piment de Cayenne).

### Cassave

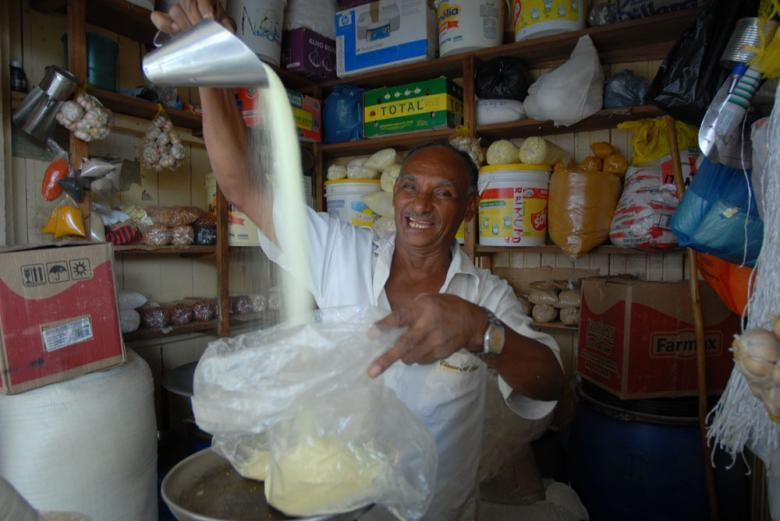
Vente de farine de manioc.

La cassave est à base de farine de manioc, Elle est obtenue par le râpage ou « grugeage » de la racine de manioc. Sa pulpe est délayée dans un mélange d'eau et de chaux, tamisée, ensuite, elle est placée soit dans un long boyau de vannerie appelé couleuvre et parfois étiré, ce qui permet d'en extraire le jus, qui est un poison, soit écrasé sur une meule à bras appelée metate, jusqu'à la formation d'une pâte dite masa. Cette pâte est déposée alors dans une platine chauffée au bois. Cette technique permet de sécher le produit sans le cuire. Ce travail demande beaucoup d'attention, il faut sans cesse remuer la farine avec une palette de bois pour l'empêcher de coller au fond de la platine et de se colorer, pour qu'elle puisse rester toujours blanche. Lors de la dernière phase de cuisson, la semoule est amalgamée en une grande galette. Une fois cette pâte séchée, elle est pétrie puis aplatie et étalée sur une plaque appelée comal, et posée sur un feu pour la cuire. La cassave est cuite sur les deux faces, la cuisson est rapide et pas trop forte afin que les galettes restent moelleuses. Leur forte teneur en amidon fait qu'en quelques minutes elles deviennent solides.

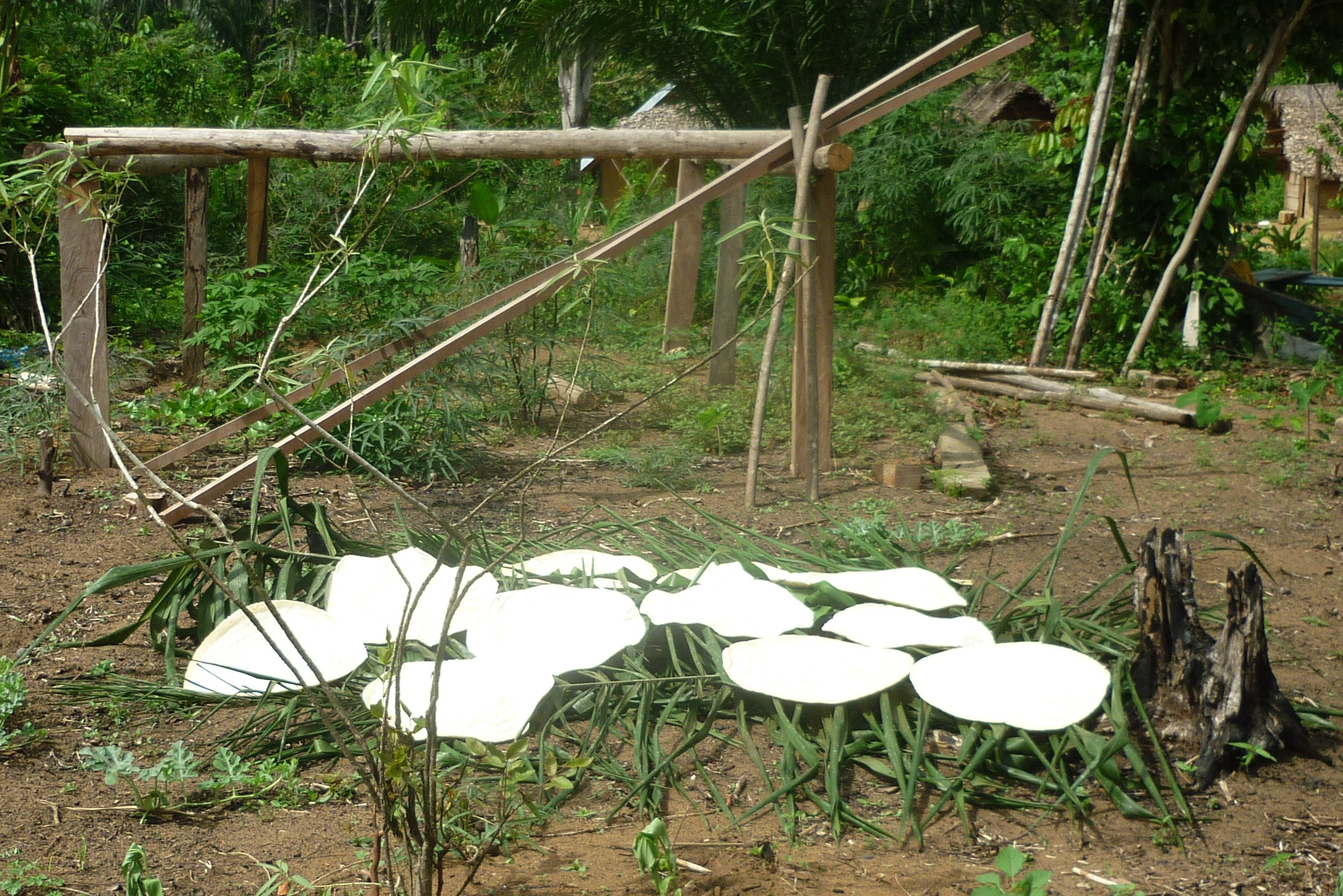
Galettes de cassave séchant sur des tiges de manioc.

Cette galette sert « d'assiette comestible ». La cassave est consommée comme du pain pour tartiner ou pour éponger une sauce ou une soupe. Dans les Antilles, les cassaves se consomment fourrées soit à la chiquetaille de morue, soit au féroce d'avocat, ou encore sucrées, à la confiture de coco, avec de la coco râpée, de la pâte de goyave ou d'un autre fruit. Mangée sans garniture, c'est la « cassave originelle, ». En langue kali'na, la cassave est appelée alepa. La consommation de cassave salée était très pratiquée an tan lontan (« avant »).
Au sud de Basse-Terre, à Capesterre-Belle-Eau, fonctionne une kassaverie fabricant des cassaves et tous les produits dérivés du manioc. Elle travaille les deux maniocs qui sont transformés en farine et en moussache (fécule de manioc). Le manioc doux n'exige aucun traitement préventif, il se consomme comme légume. Le manioc amer renferme un toxique, la manihotoxine, qu'il est facile d'éliminer par la chaleur. La moussache est le produit de la décantation du jus de manioc pressé. Des gâteaux sont fabriqués à partir de la moussache, ils sont très recherchés en Guadeloupe.

## Desserts
- Confiserie
  - Bonbon au coco (sucre à coco)
  - Doucelette au coco
- Crèmes et entremets
  - Chaudeau
- Fruits
  - Fruit exotique
  - Salade de fruits exotiques
  - Bananes-jaunes flambées au rhum
  - Bananes-fruits flambées
  - Beignets de bananes
- Gâteau
  - Gâteau à l'ananas
  - Mont-Blanc
  - Pièce montée
  - Pudding au rhum
  - Rocher à la noix de coco
  - Pâtés coco
  - Tourment d'amour
  - Flan coco
- Sorbets
  - Sorbet coco, ananas, goyave, mangue, citron vert, corossol, maracudja, etc.

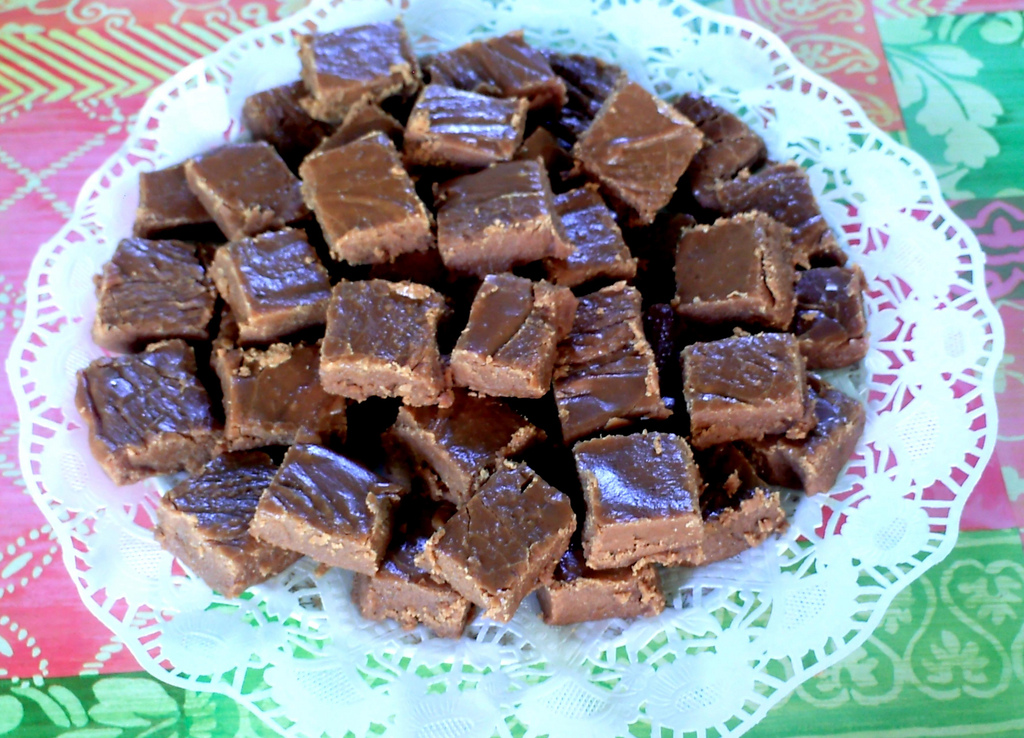
Doucelette au coco.
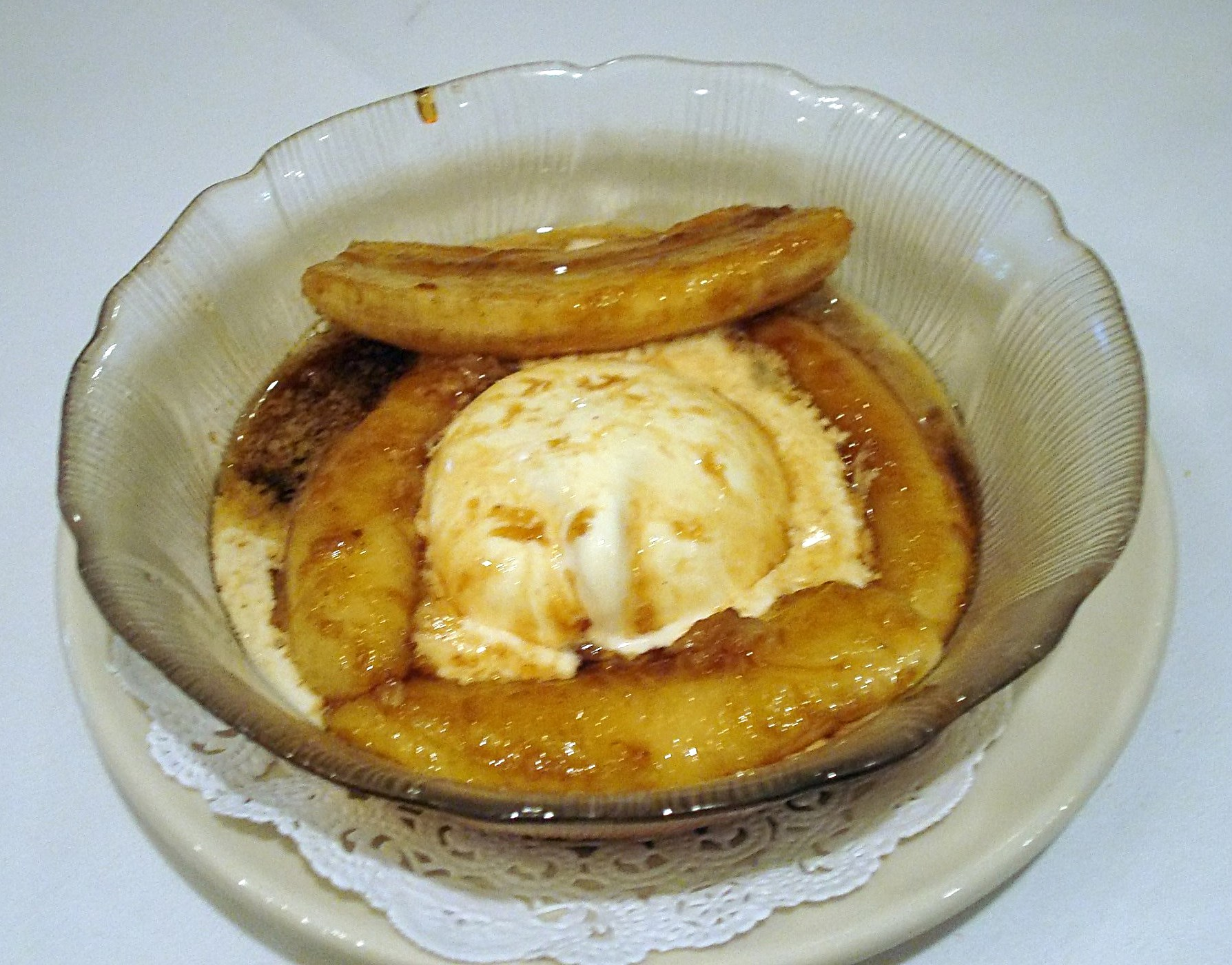
Banane flambée et glace à la vanille.
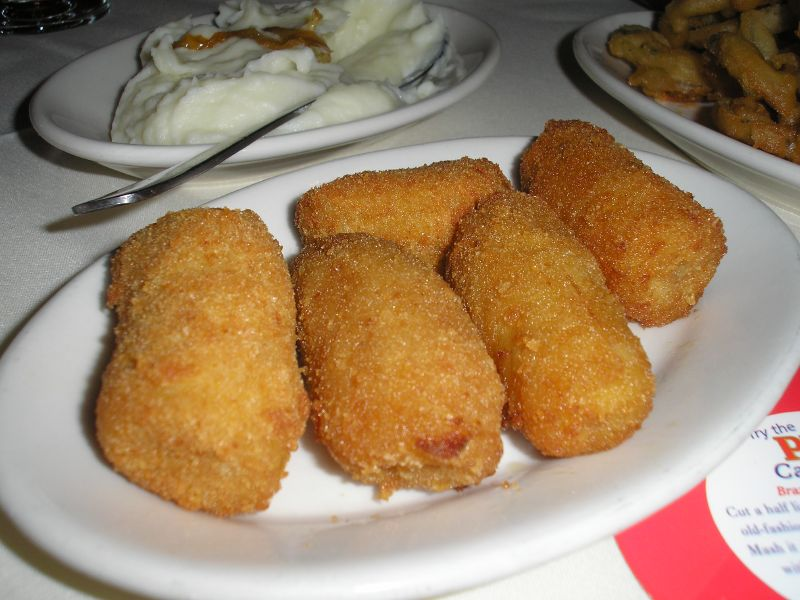
Beignets de bananes.
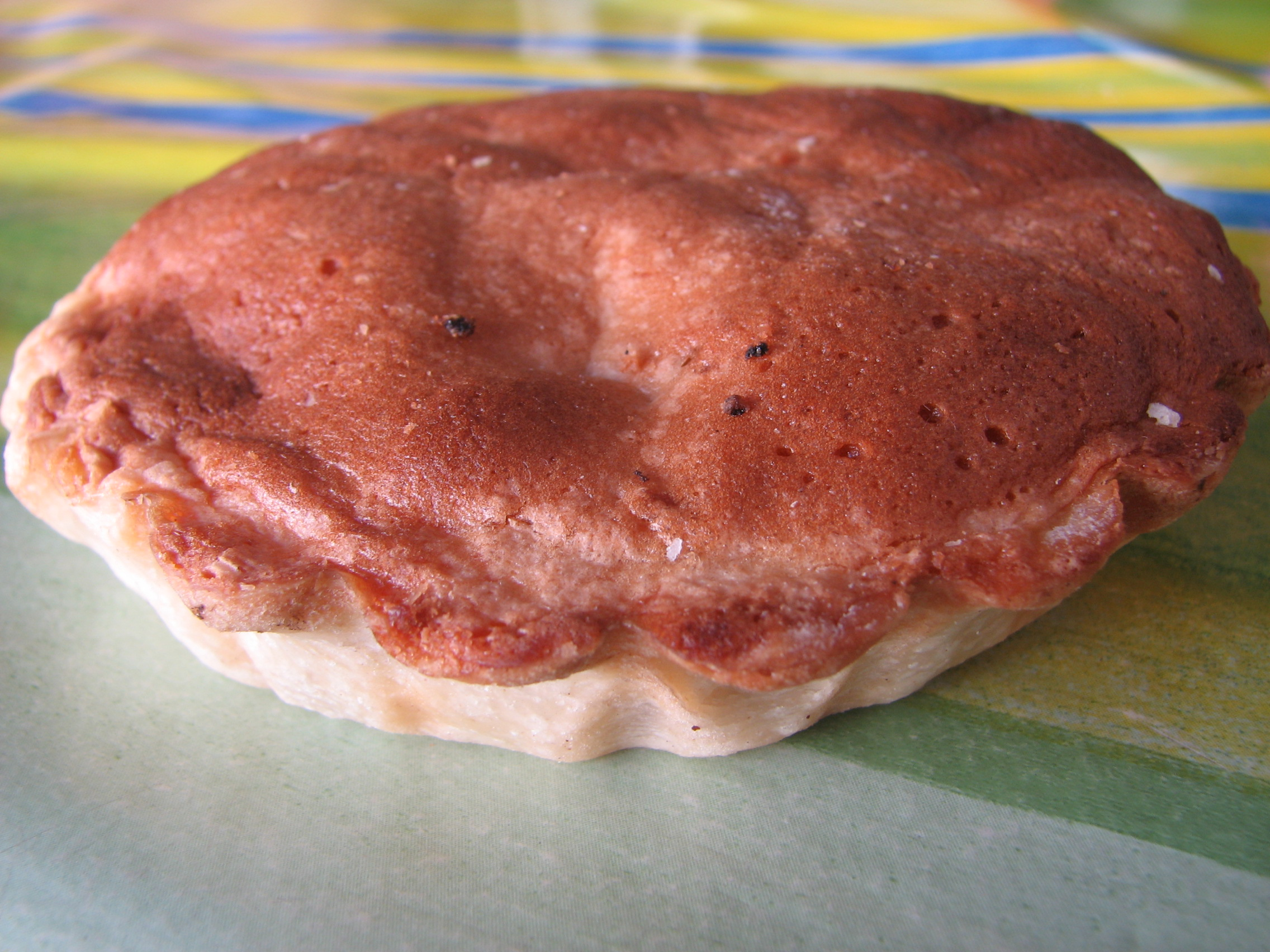
Tourment d'amour.
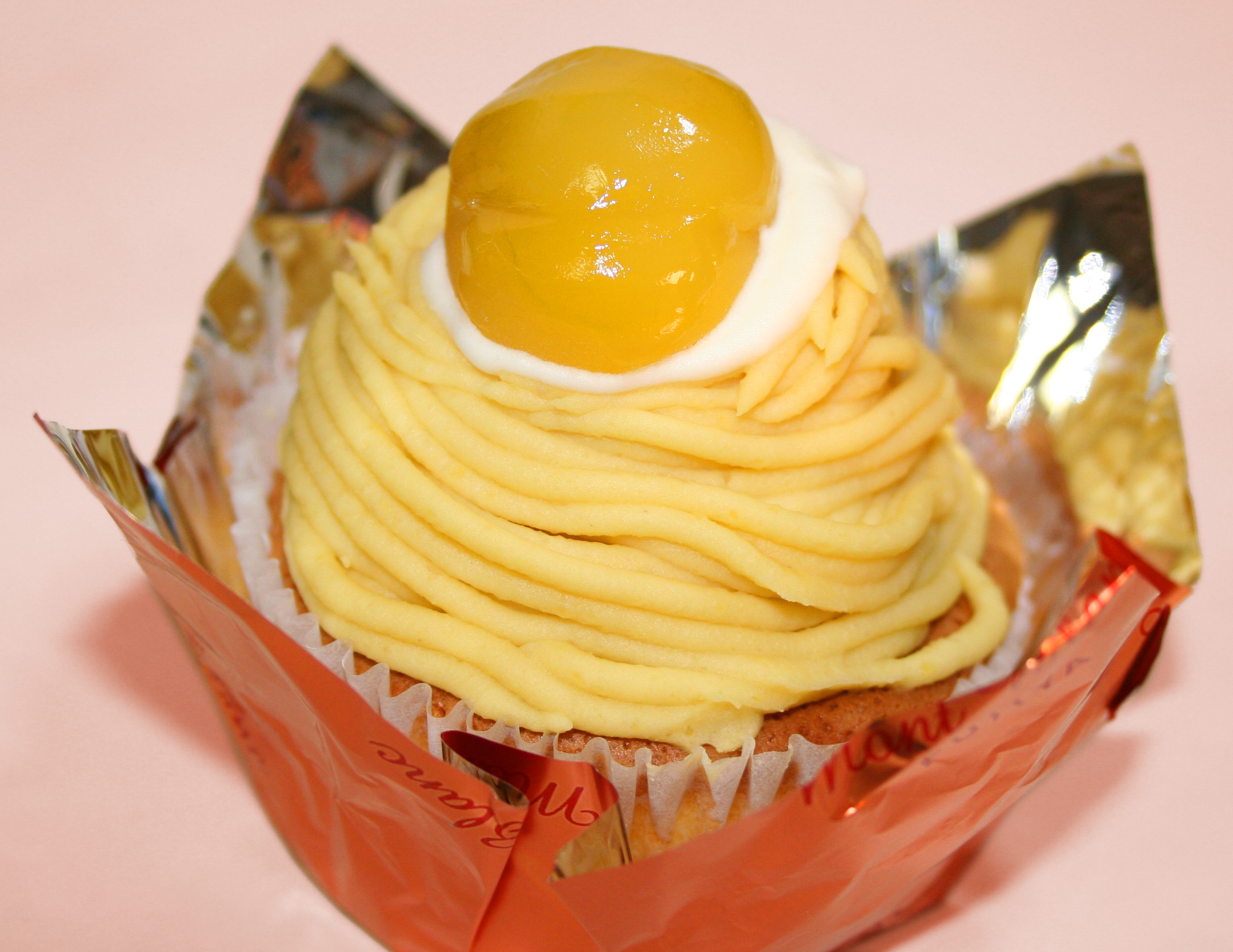
Mont-Blanc.

## Boissons
- Jus
- Jus de fruit exotique
- Jus de prunes de Cythère
- Eau de coco
- Lait de coco
- Punch
- Ti-punch
- Punch coco
- Punch planteur
- Rhums
- Rhum arrangé

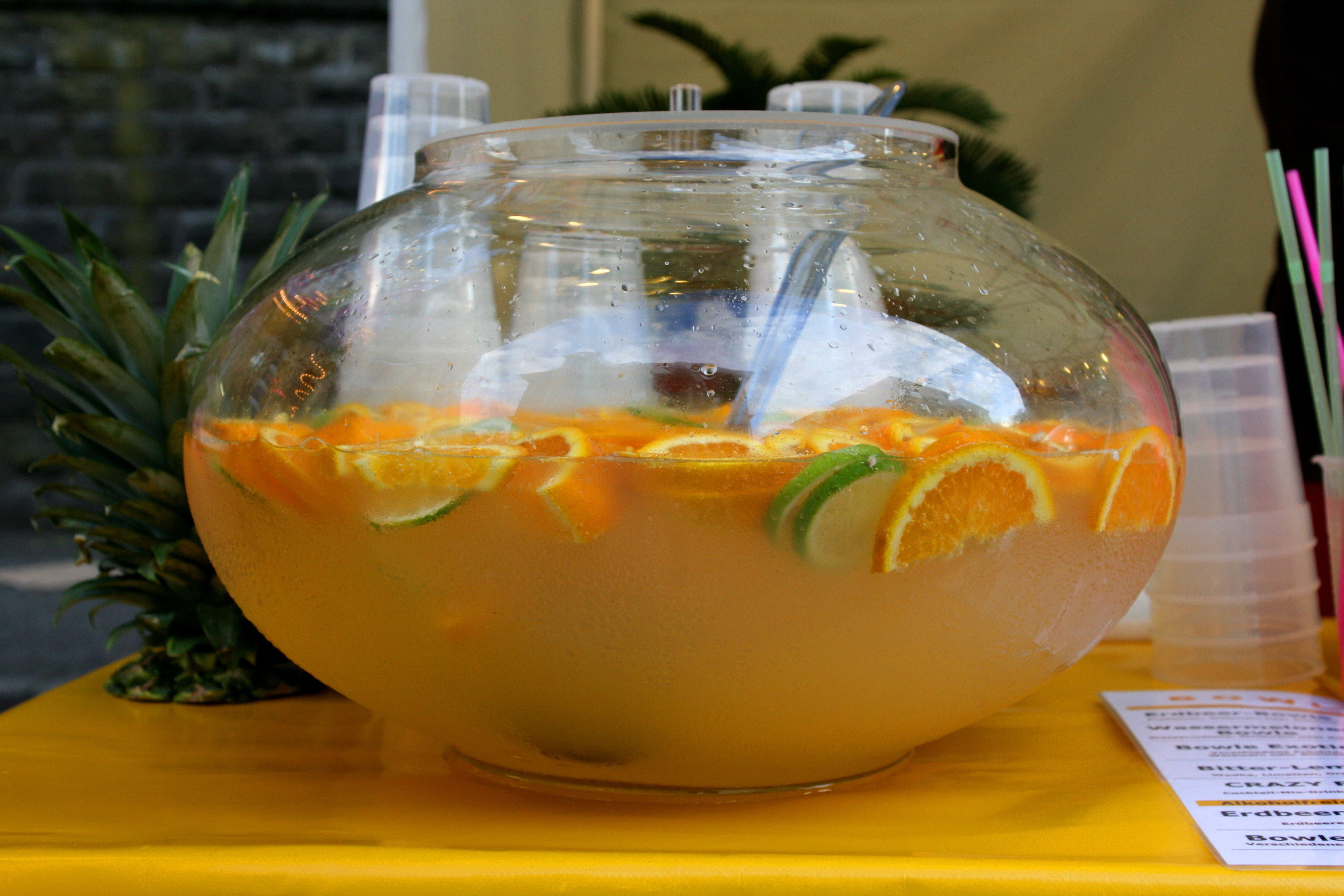
Punch au jus de fruit
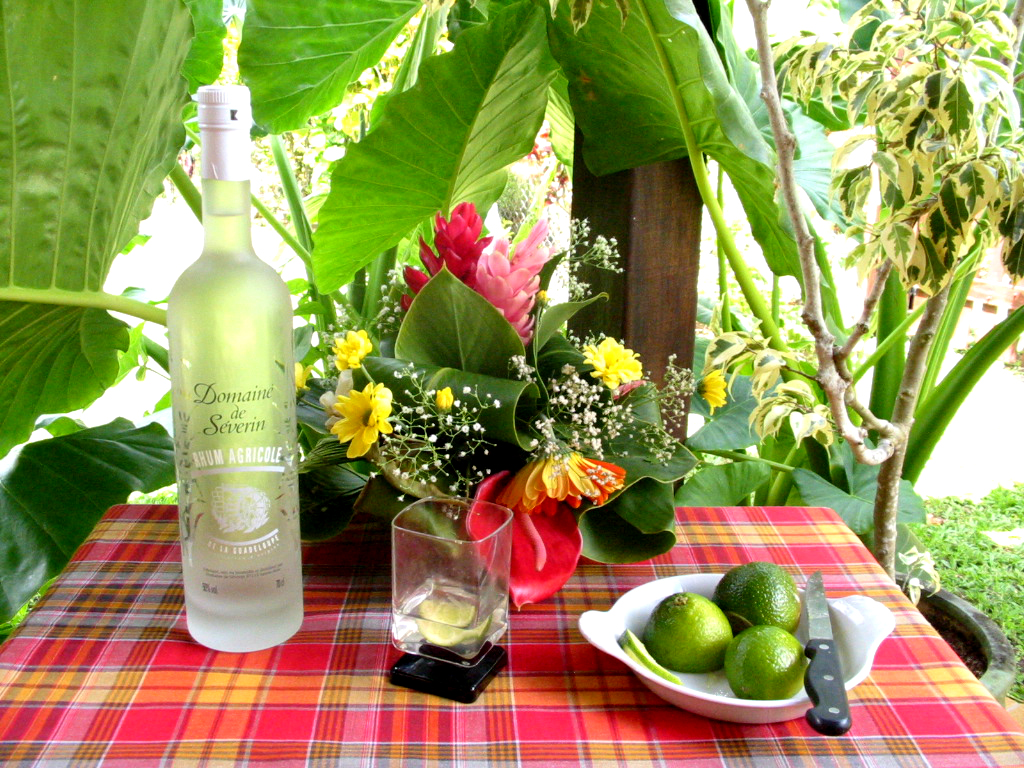
Ti-punch
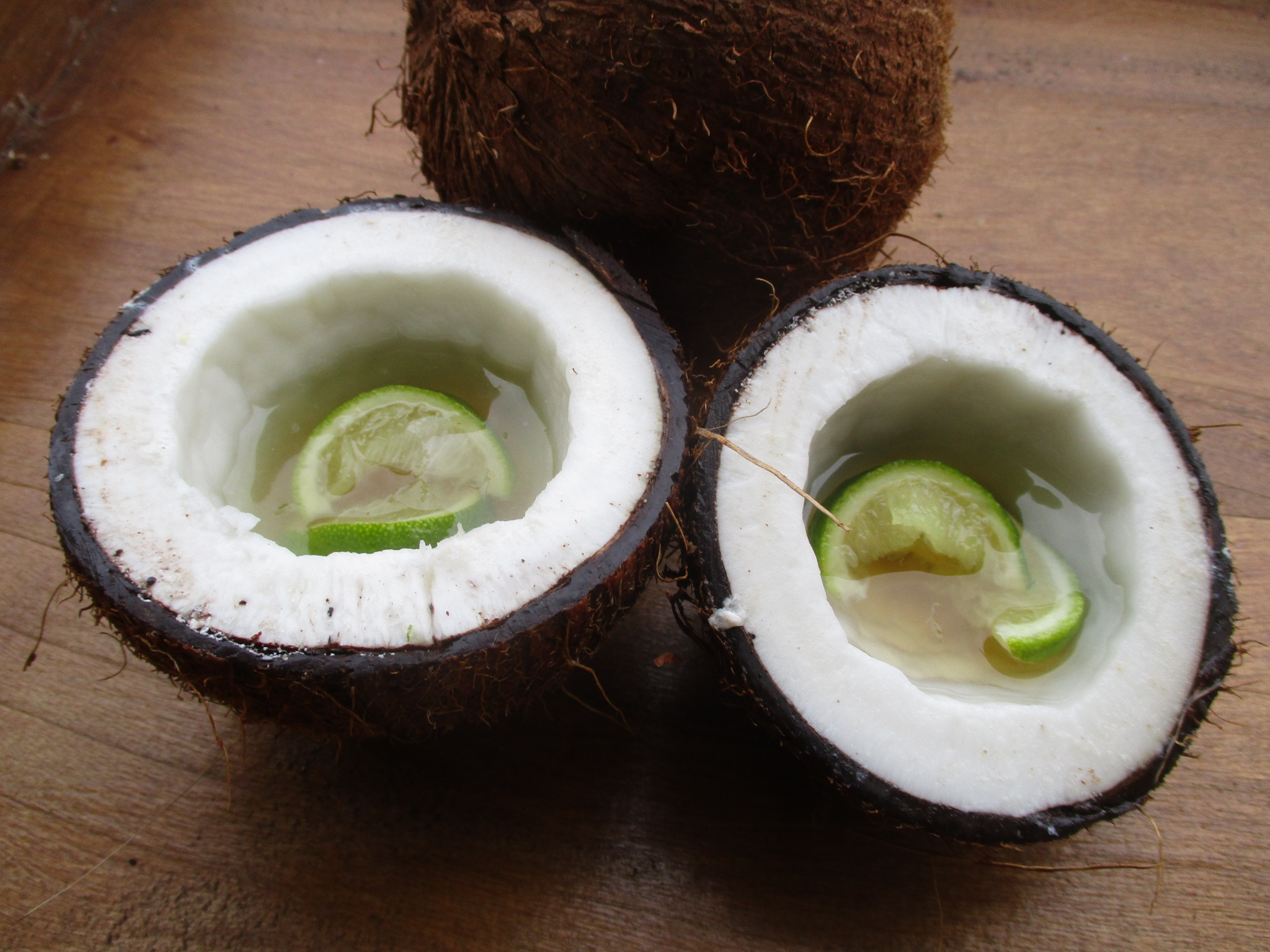
Ti-punch et noix de coco
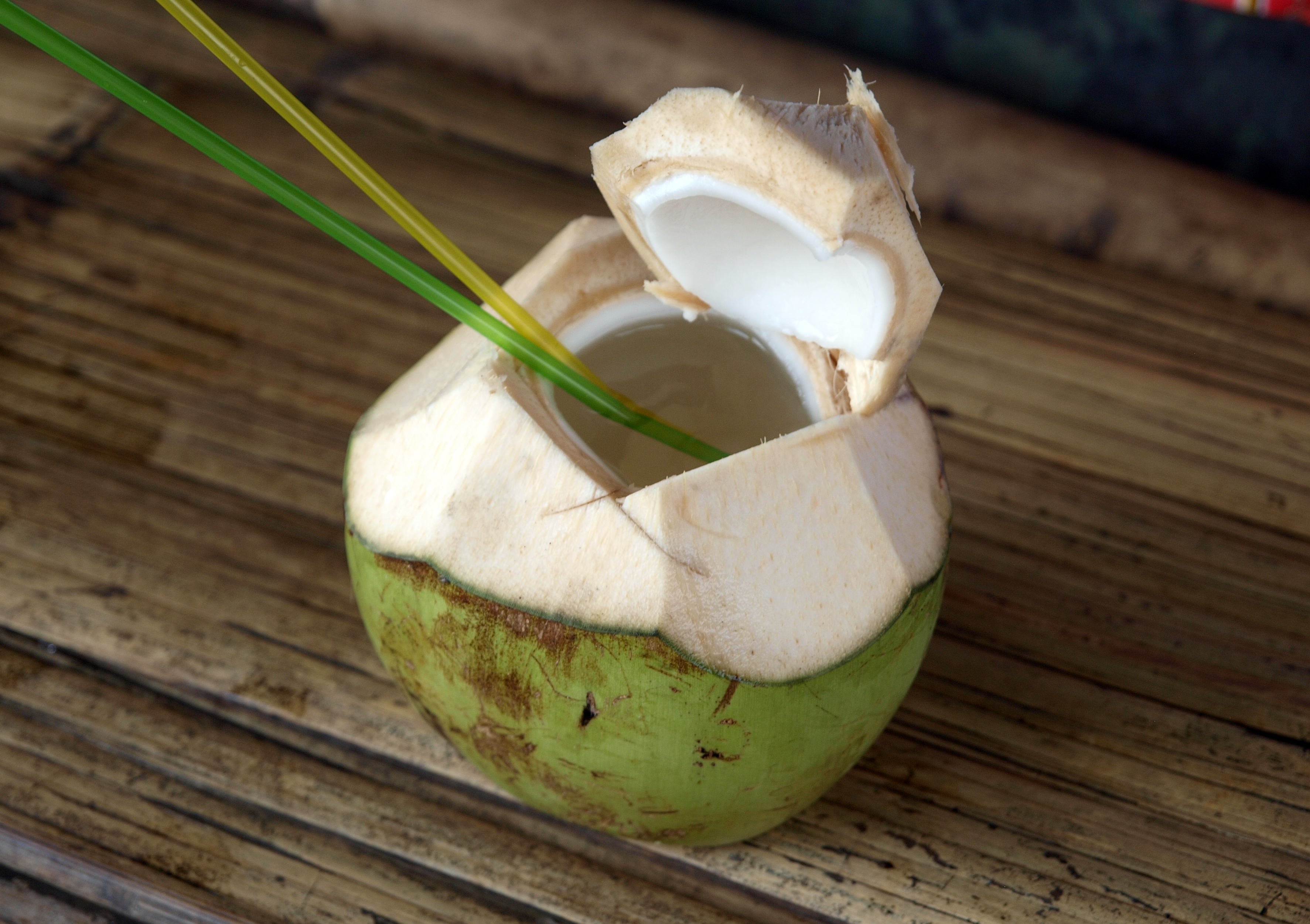
Eau de coco
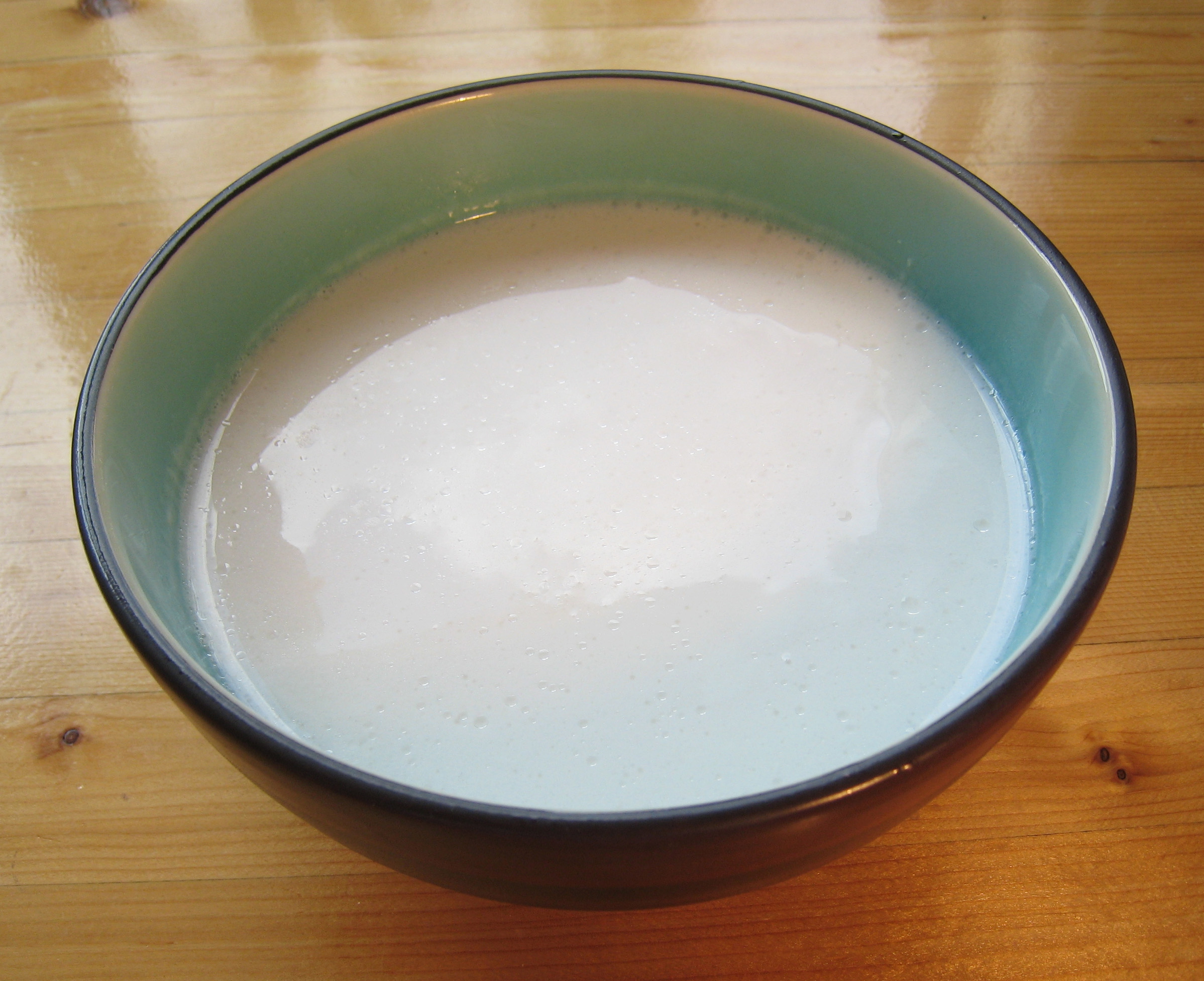
Lait de coco